# ブライアクリフマナー (ニューヨーク州)
ブライアクリフマナー（英: Briarcliff Manor、[ˈbraɪərklɪf]）は、アメリカ合衆国ニューヨーク州のウエストチェスター郡にある村。ニューヨーク市の北48キロメートル、ハドソン川東岸に位置している。行政的にはオシニングとマウントプレザントの中に入っている。村内で広さ152ヘクタールある建物と家屋のある地区はスカボロー歴史地区に属しており、1984年にアメリカ合衆国国家歴史登録財に登録された。村のモットーは「2つの川の間の村」であり、ハドソン川とポカンティコ川に挟まれているその位置を反映している。ポカンティコ川はオシニング町とマウントプレザント町の境界である。
先コロンブス期に現在ブライアクリフマナーがある地域には、ワッピンガー族インディアンの1バンドが住んでいた。19世紀初期、この地域はウィットソンズ・コーナーズと呼ばれていた。ウォルター・ウィリアム・ローがこの地域に入って来て、1890年代に土地を購入した。ローが村を開発し、学校、教会、公園を造り、ブライアクリフ・ロッジを建てた。ブライアクリフマナーは1902年に村として法人化され、2002年11月21日には設立100周年を祝った。設立時に331人だった人口は、2010年で7,867人にまで増加した。
ブライアクリフマナーは主に住宅地であり、住民は比較的裕福である。レクリエーション施設と公園の総計で70ヘクタールあり、すべて住民に公開されている。キリスト教の諸会派の教会が7棟、ユダヤ教のシナゴーグが2棟ある。最古の教会は1851年に建設されたセントメアリーズ聖公会教会である。ブライアクリフマナーは選挙で選ばれる役人による村政府があり、組織としては警察署、消防署、レクリエーション部、公共事業部がある。犯罪率は低く、2012年の調査では、州内で2番目に低い自治体だった。ニューヨーク州議会下院では、第95選挙区と第92選挙区に入り、上院では第38選挙区と第40選挙区に入っている。アメリカ合衆国下院ではニューヨーク州第17選挙区に含まれている。

## 歴史

### 村名の由来

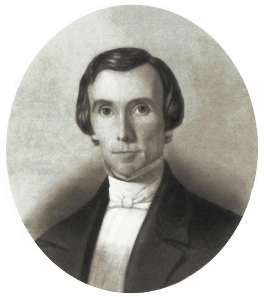
ジョン・デイビッド・オジルビー

ブライアクリフマナーの最初の開拓地はウィットソンズ・コーナーズと呼ばれていた。これは、付近の合計400エーカー (160 ha) の隣接する農園を所有していたジョン・H、リチャード、リューベンのウィットソン3兄弟にちなむものだった。ウィットソンズ・コーナーズとは、プレザントビレッジ道路とサウスステート道路の交差点を指しており、そこにはジョン・H・ウィットソンの家であるクロスウェイズが1820年から1940年代まで立っていた。現在、ブライアクリフ会衆派教会牧師館がその場所に立っている(p17)。隣接するスカボローの地域社会はまずウェスコラと呼ばれ、1864年に改名された(p11)。このスカボローが1906年にブライアクリフマナーに統合された後、ニューヨーク・セントラル・アンド・ハドソン川鉄道が、スカボロー駅に「ブライアクリフ・ウェスト」という表示を付けた。それから間もなく、スカボロー住民のその地名に対する誇りのなせるわざか、新しい表示はハドソン川に投げ入れられ、元のスカボローという駅名表示が付けられた(p15)(p101)。
ブライアクリフマナーという名前はまず「ブライア・クリフ」から来ており、これは英語の「ブライア」（茨）と「クリフ」（崖）の合成語である。元々は、ジェネラル神学校のキリスト教史学教授ジョン・デイビッド・オジルビーの一族の故郷であるアイルランドにその地名があった。オジルビーはアイルランドにある家にちなんで、ニューヨーク州の夏の家に「ブライアクリフ」と名付けた。1890年、ウォルター・ローがジェイムズ・スティルマンの広さ236エーカー (96 ha) の農園を購入し、そこをブライアクリフ農園と命名した。さらに後にはその資産の全てに「ブライアクリフ」を付けた。ローの友人であるアンドリュー・カーネギーがローを「ブライアクリフ荘園（マナー）の地主」と呼んだ。この肩書が関係者全てに訴えるものがあったので、村は「ブライアクリフマナー」と名付けられた(p43)。1897年までに、村の郵便局と鉄道駅はブライアクリフマナーの名前を持つようになっていた。村とその名前は1902年9月12日に行われた住民投票で承認された。村名について他にも「シング・シング・イースト」が提案されていた。1902年11月21日、ブライアクリフマナーの村が設立された(p43)。
この村は他に幾つかの名前でも呼ばれている。会話上は「ブライアクリフ」とだけ呼ばれ、綴りは "Briar Cliff Manor" と書かれることが多い（昔から特に区別が無く同じ意味で使われている）。マーク・トウェインやアイリーン・リギンからは「ブライアクリフ・オン・ザ・ハドソン」と呼ばれてもいた。また「ブライアクリフマナーのビレッジ」という呼び方もあった。ブライアクリフという名前は例えばサウスカロライナ州の人口470人の町ブライアクリフ・エーカーズなど他の町にも使われており、その町の設立者がこのブライアクリフマナーの名称からヒントを得たものだった。

### 植民地の以前とそ時代

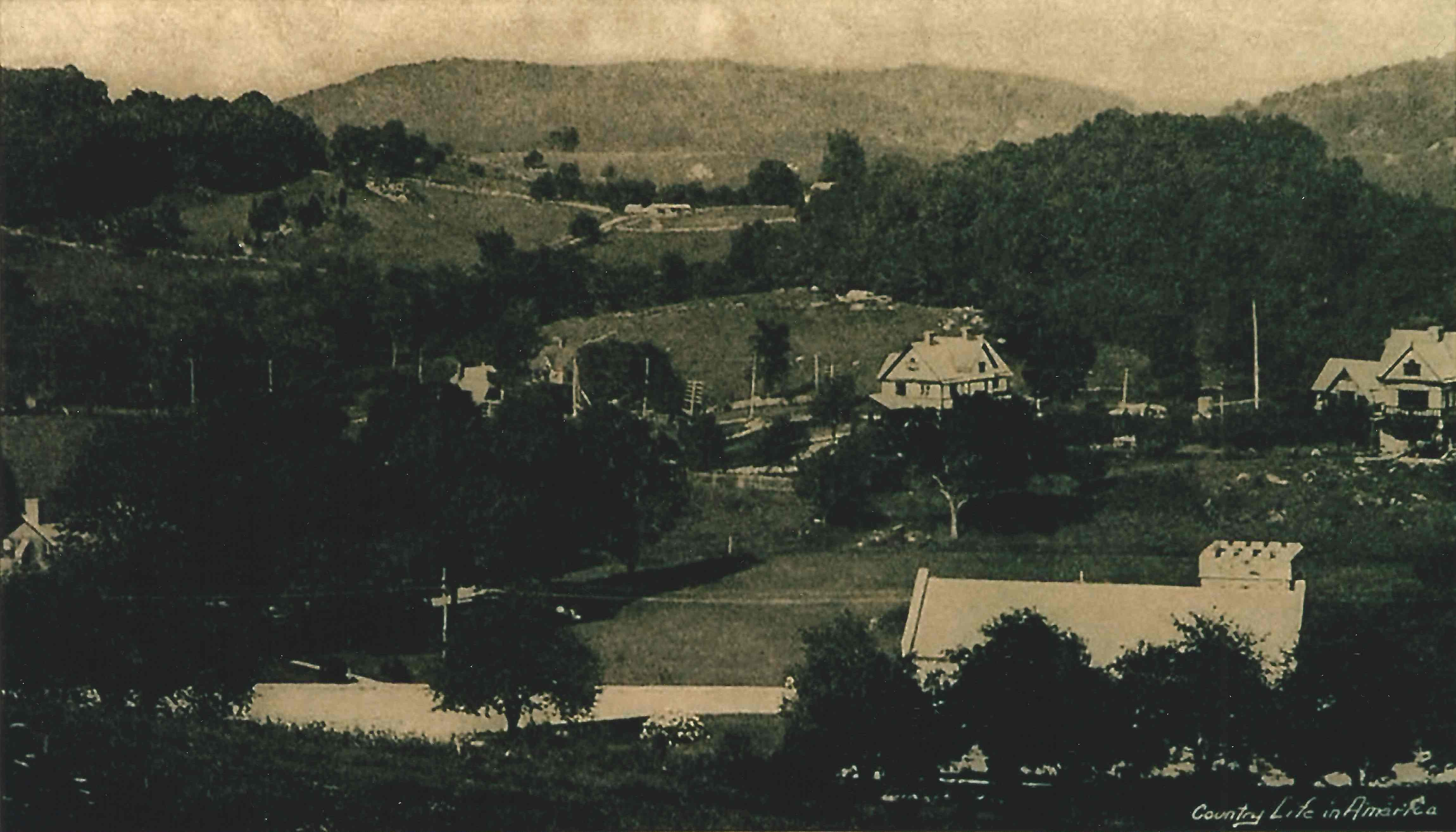
パインヒルから見た村の風景、ダイサート・ハウスとブライアクリフ会衆派教会が見える。写真は教会拡張前の1905年に撮られた

ブライアクリフマナーの歴史は、19世紀にハドソン川とポカンティコ川の間で開拓地を設立したときまで遡ることができる。現在ブライアクリフマナーと呼ばれる地域は、少なくとも古代から人類が使っていたが、現在の村に法人化されている開拓地に大きな成長が起きたのは、産業革命がおきてからだった(p5)。
植民地となる以前、現在ブライアクリフマナーとなっている地域にはワッピンガー族インディアンの「シント・シンクス」あるいは「シング・シングス」と呼ばれるバンドが住んでいた。その領土は北のクロトン川まで伸びていた。1860年代、フレデリック・フィリップスがシント・シンクスから約156,000エーカー (631 km²) の土地を購入し、そこをフィリップスバーグマナーと名付けた。アメリカ独立戦争のためにフィリップスはその土地の権利を失い、ロイヤリストの一族は1779年にその資産を押収された(pp2–3)。この地域は独立戦争後までほとんど入植されないままだった。1693年時点では、ブライアクリフマナーを含むウェストチェスターの5万エーカー (202 km²) の地域に、20足らずの家族が住んでいるだけだった(p11)。

### 進歩主義の時代から現代

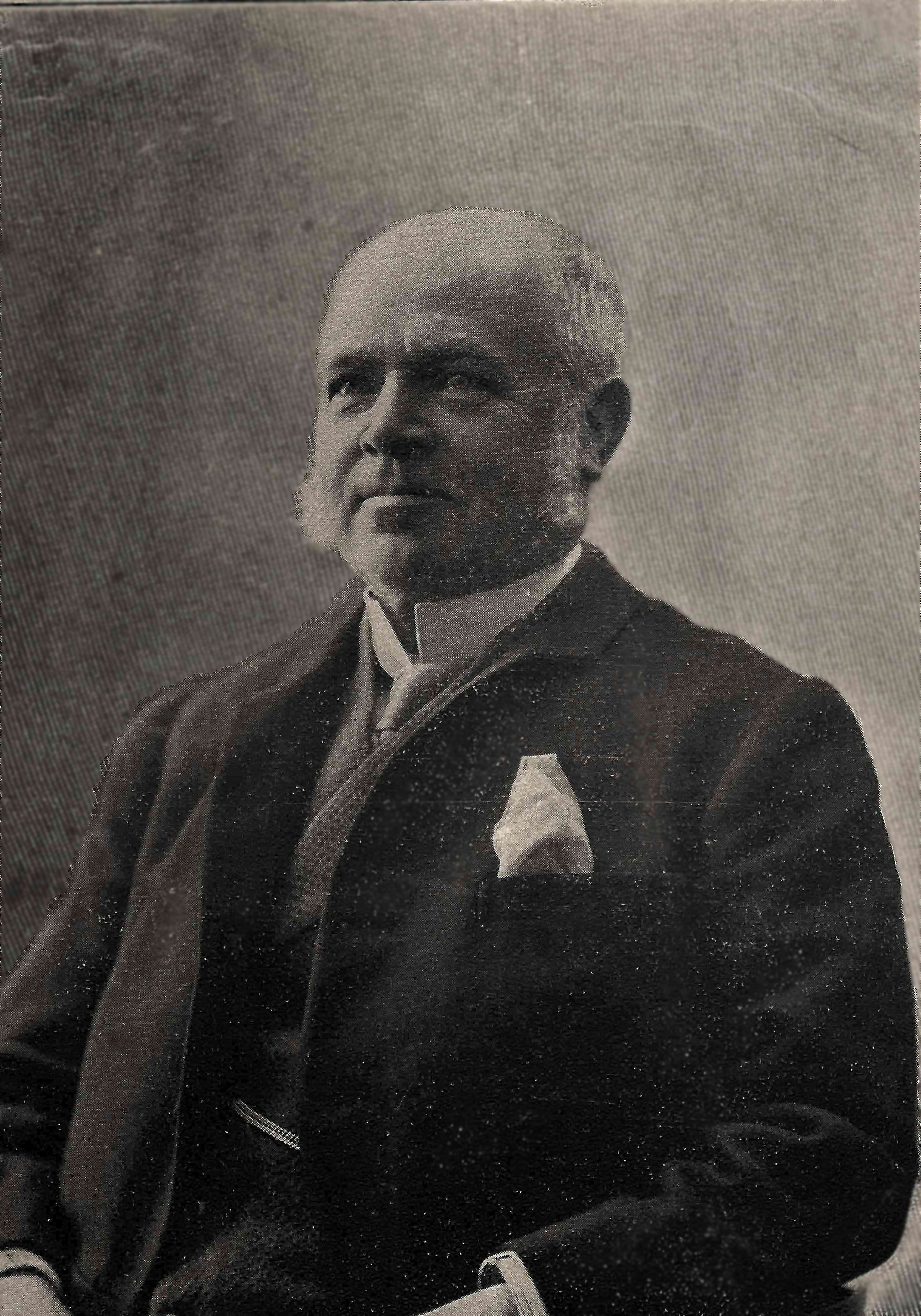
ウォルター・ウィリアム・ロー

ウォルター・ウィリアム・ローはW & J・スローンの副社長を辞めた後、家族と共に現在のブライアクリフマナーに移転してきた。1890年には最初の236エーカー (96 ha) の土地を購入し、その後10年も経たない間に約40の土地区画を購入することで、急速に資産を拡大した。1900年までにウェストチェスター郡の5,000エーカー (20 km²) 以上を所有していた。ローはこの村を開発し、学校、教会を建て、公園を造り、ブライアクリフ・ロッジを建てた。ブライアクリフ農園の従業員が村に入って来て、人口が増えたことで、ローはこの地域を村として設立する気になった。1902年10月8日、マウントプレザントとオシニングの監督官に対し、人口331人の居る640エーカー (2.56 km²) の地域をブライアクリフマナーの村として法人化する提案を行った(p14)。村は11月21日に法人化された(p43)。
テューダー復古調様式のブライアクリフ・ロッジは1902年に高級リゾートホテルとして開設された。ウォルター・ローの乳牛舎や温室で囲まれており、フランクリン・ルーズベルトとエレノア・ルーズベルトの夫妻など多くの著名人をもてなした。このロッジではエッジウッド・パーク学校（1936年-1954年）やキングス・カレッジ（1955年-1994年）を運営していたが、2003年9月20日の火事で焼けてしまった。
ブライアクリフマナー消防署が、1903年2月10日に、ブライアクリフマナー最初の消防団であるブライアクリフ・スティーマー・カンパニー第1号から設立された。1906年にスカボローがブライアクリフマナーに編入され、その2年後に警察署が組織された。村役場が1913年に建設され、1914年7月4日にオープンとなった。1928年に高校が開校し、1946年、候補者を立てることに興味がある住民を糾合した組織の人民集会党が創設された(p88)。1952年10月10日から12日、ブライアクリフマナーは設立50周年を祝い、村とその歴史に関する本を出版した。同年84戸からなるクロスロード地区が完成した(pi)。
1953年、トッド小学校が、ローパーク小学校の空いたスペースに開校した(p153)。ニューヨーク・セントラル鉄道のパットナム線が1958年に廃線となり、翌年、元のブライアクリフマナー鉄道駅にブライアクリフマナー公共図書館が開館した。1960年、村で初の法人施設（フィリップス研究所の一部）が開設された。1964年、新しい村役場が開設され、それまでの役場に代わった。1971年、現在の高校が開校し、多くの入学生のために小学校の校舎を使っていた状況を緩和した(pp153–4)。ペース大学が1977年にブライアクリフ・カレッジを買収し、プレザントビル・キャンパスの分校にした。翌年、スカボロー学校が閉校になった。1980年、ペース大学が中学校校舎の賃借を開始し、中学校は新しい高校校舎に移転した。1996年、小学校校舎が解体され、翌年その場所に老人福祉施設が建設された。2002年、村は設立100周年を祝い、幾つかの行事を行った。

## 地理

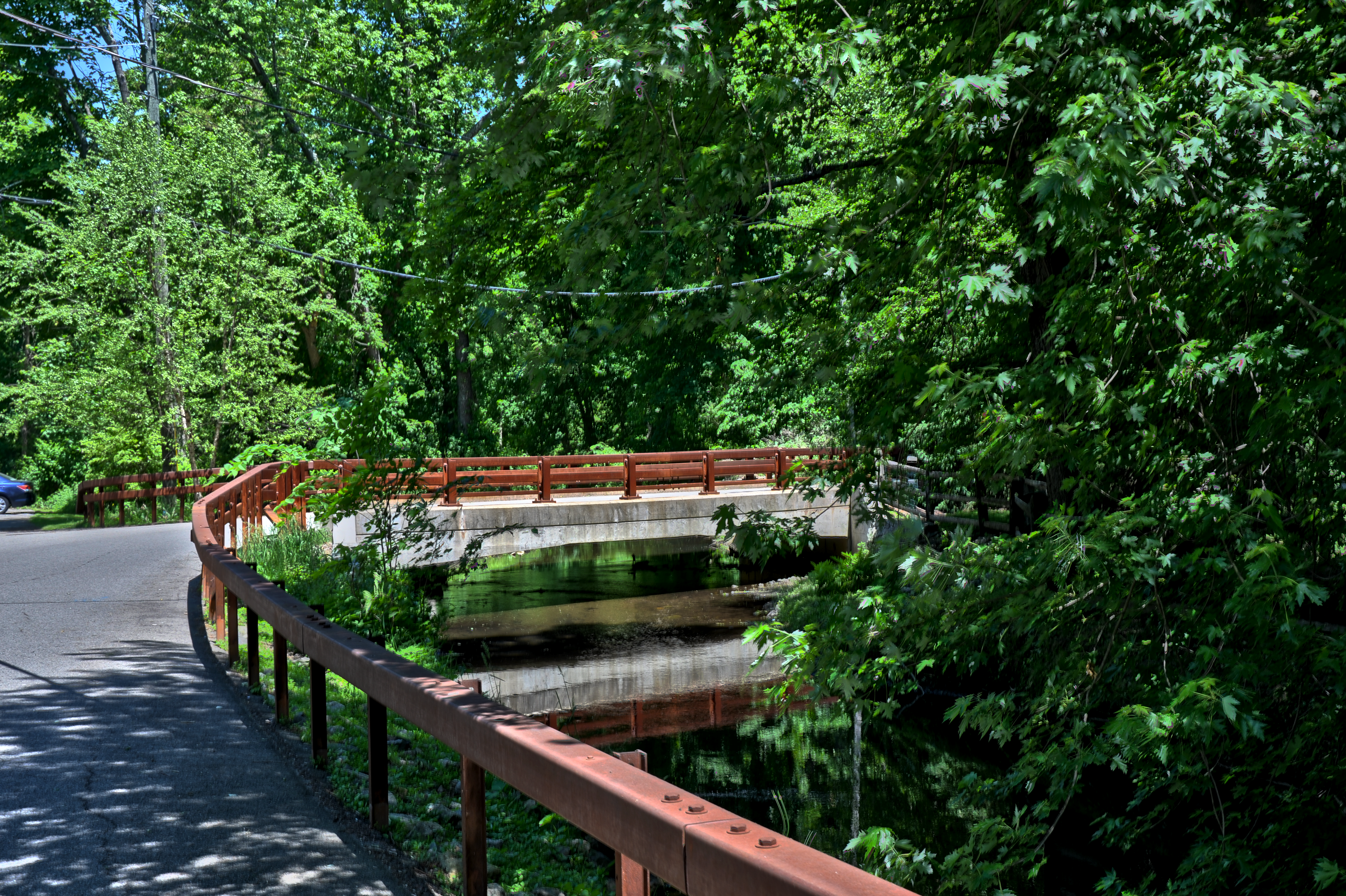
ポカンティコ川、トッド・レーンの下を流れる

ブライアクリフマナーはマンハッタンから約30マイル (48 km) 北にある。ウェストチェスター郡に属すので、ニューヨーク都市圏の中にある。ハドソン川に沿い、タッパンジー橋の直ぐ北、ハドソン川の最も幅がある場所に近いクロトンポイントの南にあり、郡の中心のすぐ北西にある。アメリカ合衆国国勢調査局に拠れば、村域全面積は6.7平方マイル (17 km2)であり、このうち陸地5.9平方マイル (15 km2)、水域は0.8平方マイル (2.1 km2)で水域率は11.94%である。
村はポカンティコ川とソーミル川盆地の中にあり、ハドソン川下流域盆地にある。ハドソン川は村の西から南西に流れる。村内を流れる主要河川は、中心を流れるケイニー・ブルック、ポカンティコ川、スパータ・ブルックがある。豊富な露出岩には、ドロマイト、花崗岩、片麻岩、結晶片岩がある。かつてスカボロー近くでは銅と銀が産出された。ブライアクリフマナーの地理的地域には、最終氷河期に堆積された巨岩が置き忘れられている(p84)。村内の標高は、ハドソン川近くの平均水面から100フィート (30 m) 足らずの所から、村内中央と東部の約500フィート (150 m) の地域まで変化している。ブライアクリフマナーの中で自然の最高地点は、アメリカ合衆国測地局位置標「LX4016」の南西1200 フィート (360 m)、ファーム道路近くであり、標高533フィート (162 m) である。村が1902年に法人化されたときは1平方マイルに過ぎなかったが、主に併合によって拡張された。1906年にスカボローを併合し、1927年にはマウントプレザントから一部を併合した。市外局番は914、郵便番号は10510にある。ブライアクリフマナーのオシニングに入っている部分は村の面積の半分近くであり、人口はその93%、土地区画の85%を共有している。

### 気候
ブライアクリフマナーは湿潤大陸性気候（ケッペンの気候区分 "Dfa"）にあり、寒く雪の多い冬と、暑く湿気た夏があり、四季がはっきりしている。植物の耐寒性は "7a" にある。夏の平均最高気温は80°F台前半（20 ℃台後半）であり、平均最低気温は
60°F台前半（10 ℃台後半）である。過去最高気温は1995年の100 °F (38 °C)、過去最低気温は1979年の-10 °F (−23 °C) である。
| ブライアクリフマナーの気候 | ブライアクリフマナーの気候 | ブライアクリフマナーの気候 | ブライアクリフマナーの気候 | ブライアクリフマナーの気候 | ブライアクリフマナーの気候 | ブライアクリフマナーの気候 | ブライアクリフマナーの気候 | ブライアクリフマナーの気候 | ブライアクリフマナーの気候 | ブライアクリフマナーの気候 | ブライアクリフマナーの気候 | ブライアクリフマナーの気候 | ブライアクリフマナーの気候 |
| 月                         | 1月                        | 2月                        | 3月                        | 4月                        | 5月                        | 6月                        | 7月                        | 8月                        | 9月                        | 10月                       | 11月                       | 12月                       | 年                         |
| -------------------------- | -------------------------- | -------------------------- | -------------------------- | -------------------------- | -------------------------- | -------------------------- | -------------------------- | -------------------------- | -------------------------- | -------------------------- | -------------------------- | -------------------------- | -------------------------- |
| 最高気温記録 °F （°C）     | 65 (18)                    | 75 (24)                    | 82 (28)                    | 90 (32)                    | 95 (35)                    | 97 (36)                    | 100 (38)                   | 98 (37)                    | 98 (37)                    | 84 (29)                    | 78 (26)                    | 72 (22)                    | 100 (38)                   |
| 平均最高気温 °F （°C）     | 35 (2)                     | 39 (4)                     | 47 (8)                     | 58 (14)                    | 68 (20)                    | 77 (25)                    | 82 (28)                    | 80 (27)                    | 73 (23)                    | 62 (17)                    | 51 (11)                    | 40 (4)                     | 59.3 (15.3)                |
| 平均最低気温 °F （°C）     | 21 (−6)                    | 23 (−5)                    | 29 (−2)                    | 39 (4)                     | 49 (9)                     | 59 (15)                    | 64 (18)                    | 63 (17)                    | 55 (13)                    | 44 (7)                     | 36 (2)                     | 27 (−3)                    | 42.4 (5.8)                 |
| 最低気温記録 °F （°C）     | −9 (−23)                   | −10 (−23)                  | 6 (−14)                    | 16 (−9)                    | 32 (0)                     | 39 (4)                     | 46 (8)                     | 41 (5)                     | 33 (1)                     | 24 (−4)                    | 15 (−9)                    | −5 (−21)                   | −10 (−23)                  |
| 降水量 inch （mm）         | 3.48 (88.4)                | 3.10 (78.7)                | 4.52 (114.8)               | 4.40 (111.8)               | 4.12 (104.6)               | 4.25 (108)                 | 3.71 (94.2)                | 4.16 (105.7)               | 4.72 (119.9)               | 4.41 (112)                 | 3.97 (100.8)               | 4.32 (109.7)               | 49.16 (1,248.6)            |
| 出典：The Weather Channel  |                            |                            |                            |                            |                            |                            |                            |                            |                            |                            |                            |                            |                            |

### 地区

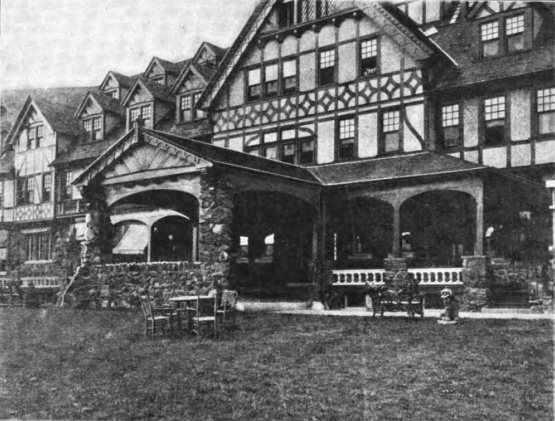
ブライアクリフ・ロッジの車寄せ、テューダー復古調のリゾート、1907年頃

ブライアクリフマナーには、中央事業地区、スカボローとチルマークのハムレット、セントラル・ブライアクリフ・ウェスト、ツリーストリート、クロスロードといった住宅地区など、地区、事業および住宅地域がある。

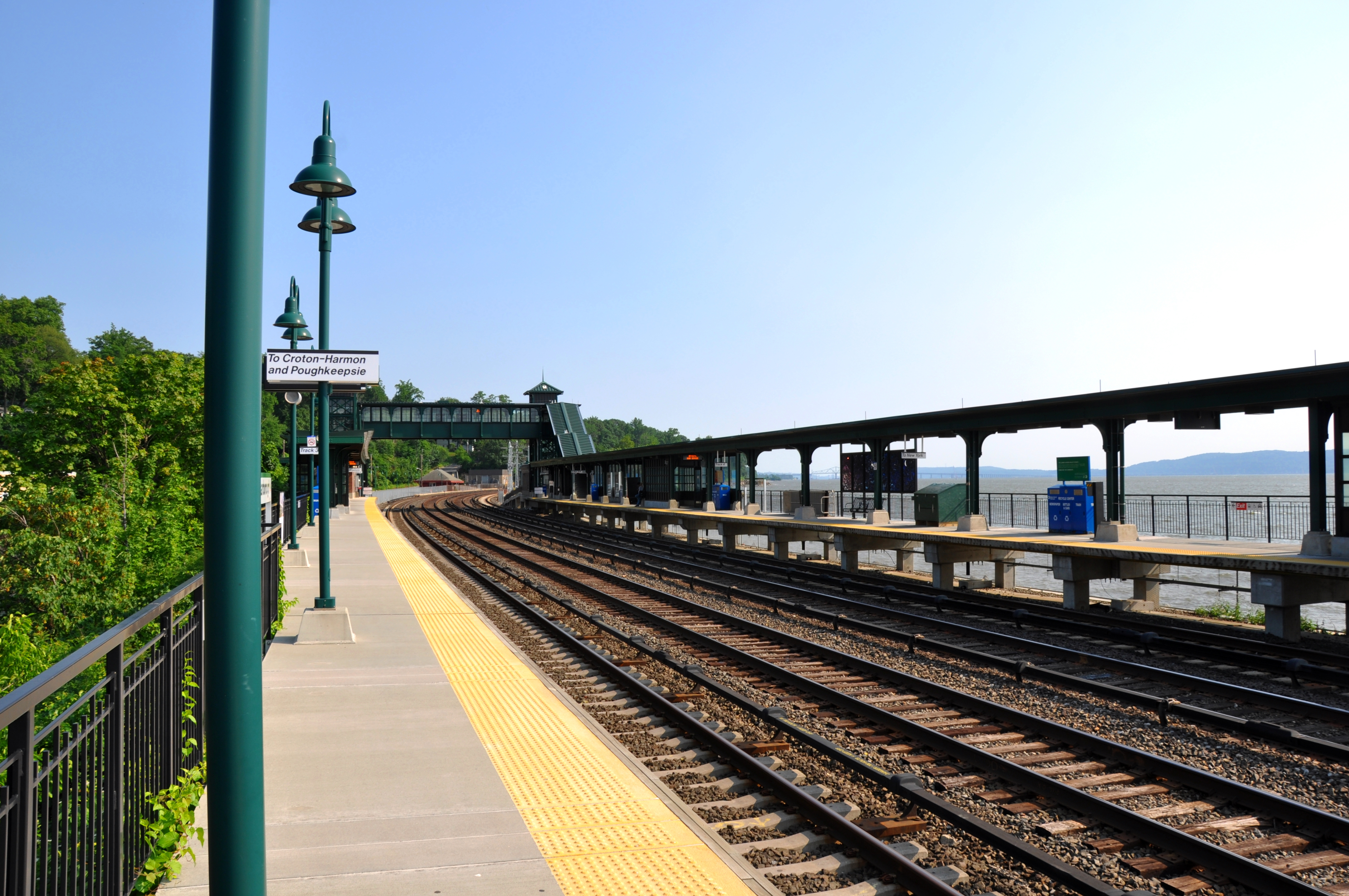
スカボロー駅プラットフォーム、線路、跨線橋

ハドソン川に接しているためにスカボロー・オン・ハドソンとも呼ばれることの多いスカボローは、広さ0.45平方マイル (1.2 km²) の未編入地区であり、ブライアクリフマナーとオシニング・ビレッジに跨っているが、領域の大半はブライアクリフマナーに入り、幾本かの通りがオシニング・ビレッジに入っている。スカボローはほとんど住宅地であり、ハドソン川に近いこともあって、村の中でも高級住宅が入っている。スカボローの中にある集合住宅は、1974年に建設されたキミーズコーブ、1960年代に建てられた7階建て205戸のスカボロー・マナーがある。このハムレットには郵便局と、メトロノース鉄道ハドソン線のスカボロー駅がある。これらはハムレット内の住宅の大半から歩いて行ける距離にある。ブライアクリフマナー内の大半とは異なり、オシニング統合自由教育学区に入っている。スカボローは17世紀にオランダがハドソン川沿いに造った交易基地の1つになった。20世紀初期、アスター家、ロックフェラー家、ヴァンダービルト家がスカボロー地域に持っていた川の見える田舎家で客をもてなした。
スカボロー歴史地区にはスカボロー長老派教会があり、アメリカ合衆国国家歴史登録財に指定されている。この教会の通り向かいには、スパータ墓地があり、独立戦争のベテランやレザーマン（放浪者）の墓がある。スカボローは1906年にブライアクリフマナーに組み入れられた(p44)。著名な建物としては、1780年頃に建てられ、ウェストチェスター郡では連邦様式建築の最も素晴らしい例と見なされるビーチウッドがある。セントメアリーズ聖公会教会の設立者ウィリアム・クレイトンが1836年にこの家を購入した後で、「ビーチウッド」と名付けた(p8)。ビーチウッドは後にフランク・A・ヴァンダーリップが買収し、その敷地にスカボロー学校を建設した。この学校は1913年に設立され、1978年に閉鎖された。ホリーヒルも歴史地区に入っている。ニューヨーク市の弁護士ヒューバート・ロジャーズが、1927年頃にウィリアム・アダムズ・デラノに家を設計させた。ロジャーズはそれをウェスコラと名付けた。ロジャーズの死後に、ブルック・アスターが敷地を購入し、そこの西洋柊（ホリーツリー）故にホリーヒルと改名した(pp116–7)。ホリーヒルの真向かいにはフィリップ研究所のアメリカ本部があり、広さ130エーカー (53 ha) の元ジェイムズ・スペアーの敷地ワルトハイムの一部に建てられた。
チルマーク（チルマークパークとも呼ばれる）はブライアクリフマナー北部で1925年に設立され、広さ約300エーカー (120 ha) の未編入住宅地域である。この地区は南北方向に走るアンダーヒル道路をその大通りとして設計された。その名前は、1635年に植民地に入って来たトマス・メイシー（バレンタイン・エバリット・メイシーの先祖）の故郷に近い、イングランドのウィルトシャーにあるチルマークの村から採られた。この地区は、19世紀から20世紀初期にニューヨーク市とウェストチェスター郡で活動したメイシー家との関係で文化的に重要である。バレンタイン・エバリット・メイシーとその妻エディス・カーペンター・メイシーが地域社会を作り、その発展を助けた。メイシーは1897年に現在のチルマークにあった小さな家庭農園を買収した。1925年、メイシーは旧チャッパクァ道路沿い265エーカー (107 ha) を最初の全国的ガールスカウトのキャンプ地に寄付し、それが後にガールスカウトUSAが所有し運営する会議と訓練のための施設、エディス・メイシー会議場になった。ブライアクリフ・レクリエーション・センターは1970年代まで民間のチルマーク・クラブだったが、その後村がレクリエーション・センターのための土地と隣接する公園を買収した。この地区のメイシーの住居はチルマーク・エステートであり、テューダー調の石と漆喰造りで1896年に建設された邸宅であり、9ホールのゴルフコースも備えている。この地区には、ブライアクリフマナーの保守派ユダヤ教寺院であるコングリゲーション・サンズ・オブ・イスラエルがある。
チルマークは地形に溶け込むように設計した景観の良い蛇行する道路があり、交通へのアクセスもあり（通勤鉄道線と高規格道路）、20世紀初期の郊外部デザインの例として建築的に重要なテューダー調やゴシック調の復古主義で建設された家屋がある。1920年代、メイシーの息子V・E・メイシー・ジュニアが、土地区画を販売するためにチルマーク・パーク不動産社を設立した。この地域の販売を始めたときに、既存の家屋を改修するか解体して開発の雰囲気を出し、チルマーク住人が使えるように広さ8.3エーカー (3.4 ha) のカントリークラブを建設した。ブライアクリフマナー村が後にこの場所を購入し、チルマーク公園として運営している。メイシーはそこを高級住宅地区として発展を促すために、アンダーヒル道路沿いに特徴ある街路樹を植えた。チルマークの設立から、特に1955年から1960年の間に多くの家屋が追加された(p146)。その開発は当初の300エーカー (120 ha) を越えて広がった。現在はアンダーヒル道路とそれに隣接する数本の通りで構成されている。
ビレッジ・センターとも呼ばれる中央事業地区はブライアクリフマナーのメインストリートであるプレザントビル道路沿いにあり、ノースステート道路まで続く。この地区にはプレザントビル道路沿いに多くの企業があり、1906年に存在した3店舗から大きく拡大してきた(p67)。この事業地区には村役場やポケットパークがあり、レンガ敷き側道、期間限定街灯、無料駐車場もある。さらに道路沿いの南にはウォルター・ウィリアム・ロー記念公園があり、東にはブライアクリフマナー統合自由教育学区の学校3校がある。ビレッジ・センターには、1770年代に建設され、元はリチャード・ウィットソンの家だった（ウィットソン兄弟の一人、ウィットソン・コーナーズが彼にちなんで名付けられた）ウィットソン邸など、独立戦争前の多くの家屋がある。バックハウト邸も1770年代のものであり、そこに1世紀以上も住んだ一家の名前が付けられている。またセンチュリー・ホームステッドは1767年建設の最古のものであり、最初はリューベン・ウィットソンが所有していた。ウォッシュバーン邸も独立戦争以前の家屋であり、ニューヨーク州没収委員会が1775年にジョセフ・ウォッシュバーンに売却した(p7)。
セントラル・ブライアクリフ・ウェストには、20世紀の百万長者が建設した多くの邸宅がある。彼らはまずブライアクリフ・ロッジに滞在し、後に地域に家屋を建設した。ロッジはこの地域に立っており、1902年に建設され、2003年に焼失するまで、ウォルター・ウィリアム・ローの資産の中でも最も高い位置にあった。この地区にあるその他歴史的な建造物では、ロー家の家（1902年にローの子供たちのために建設された）とローの邸宅であるマナーハウスがあり、どれもスカボロー道路沿いにある。その子供たちのための3つの邸宅は、シックスゲイブルズ、マウントバーノン、ヒルクレストである。フランク・A・ヴァンダーリップのためにウォレス・ハリソンが設計したモダニズム建築のヴァンダーリップ通り邸宅は、ウェストチェスター郡では初の当代風家屋だった（ヴァンダーリップはその娘と義理の息子のために建設した）。大型のギリシャ復古調建築であるアシュリッジは1825年頃に建設された。
ツリーストリートは村のマウントプレザント部にある通りのネットワークである。通りの幾つかは、センダン・レーン、カラマツ道路、オーク道路など樹木の名前が付けられている。この地区の多くの家屋は1930年代の住宅ブームの時代に建設され、ジャクソン公園やその近くのトッド小学校を取り巻いている。クロスロードは、シュレイド道路、ヘイゼルトン・サークル、マッテス道路、ダン・レーンなど、第二次世界大戦に出征した地元出身者の名が付けられた通り沿いに84軒の家がある。第二次世界大戦が終わった時に、帰還兵のために手ごろな家屋を供給するために建設され、1952年に完成した(p145)。

## 人口動態

### 歴史上の人口
ブライアクリフマナーの人口における人種構成は昔からあまり変わっていない。非ヒスパニック白人の構成比は1990年の92%から86%まで減って来た。20世紀の半ばから後半には、アフリカ系アメリカ人の構成比が2.1%から3.4%に増加した。
この村はかなり人口が増えてきた。隣接する地域社会と共に、ウェストチェスター郡全体と比較して急速に成長している。1950年から1970年の間、最大の増加率を示し、その後は落ち着いてきている。

### 現代
ブライアクリフマナーは主に非商業地区であり、土地の80%以上が住宅地になっている(p1)。
以下は2010年の国勢調査による人口統計データである。
| 基礎データ - 人口: 7,867 人 - 世帯数: 2,647 世帯 - 家族数: 2,037 家族 - 人口密度: 509.5人/km2（1,319.5 人/mi2） - 住居数: 2,753 軒 - 住居密度: 180軒/km2（467 軒/mi2） 人種別人口構成 - 白人: 86.4% - アフリカン・アメリカン: 3.4% - ネイティブ・アメリカン: 0.1% - アジア人: 6.9% - 混血: 2.0% - ヒスパニック・ラテン系: 5.3% | 年齢別人口構成 - 18歳未満: 25.6% - 年齢の中央値: 43歳 世帯と家族（対世帯数） - 18歳未満の子供がいる: 39.7% - 結婚・同居している夫婦: 68.5% - 未婚・離婚・死別女性が世帯主: 6.6% - 非家族世帯: 23% - 単身世帯: 21% - 65歳以上の老人1人暮らし: 14.1% - 平均構成人数 - 世帯: 2.71人 - 家族: 3.16人 | 収入と家計 - 収入の中央値 - 世帯: 169,310米ドル - 家族: 219,063米ドル - 性別 - 男性: 169,118米ドル - 女性: 100,039米ドル - 人口1人あたり収入: 81,465米ドル - 貧困線以下 - 対人口: 4.8% - 対家族数: 4.3% - 18歳未満: 5.6% - 65歳以上: 6.4% |

家庭内で離される言語では、英語が87.2%と主要言語となっており、続いてスペイン語の3.3%である。9.5%は他の言語を話している。先祖による構成ではイタリア系20.8%、アイルランド系18.1%、ロシア系10.3%、ドイツ系10%となっている。
| ブライアクリフマナー設立の1902年以降、人口推移 | ブライアクリフマナー設立の1902年以降、人口推移 | ブライアクリフマナー設立の1902年以降、人口推移 | ブライアクリフマナー設立の1902年以降、人口推移 | ブライアクリフマナー設立の1902年以降、人口推移 | ブライアクリフマナー設立の1902年以降、人口推移 | ブライアクリフマナー設立の1902年以降、人口推移 | ブライアクリフマナー設立の1902年以降、人口推移 | ブライアクリフマナー設立の1902年以降、人口推移 | ブライアクリフマナー設立の1902年以降、人口推移 | ブライアクリフマナー設立の1902年以降、人口推移 | ブライアクリフマナー設立の1902年以降、人口推移 | ブライアクリフマナー設立の1902年以降、人口推移 |
| 年                                             | 1902                                           | 1910                                           | 1920                                           | 1930                                           | 1940                                           | 1950                                           | 1960                                           | 1970                                           | 1980                                           | 1990                                           | 2000                                           | 2010                                           |
| ---------------------------------------------- | ---------------------------------------------- | ---------------------------------------------- | ---------------------------------------------- | ---------------------------------------------- | ---------------------------------------------- | ---------------------------------------------- | ---------------------------------------------- | ---------------------------------------------- | ---------------------------------------------- | ---------------------------------------------- | ---------------------------------------------- | ---------------------------------------------- |
| 人口（人）                                     | 331                                            | 950                                            | 1,027                                          | 1,794                                          | 1,830                                          | 2,494                                          | 5,105                                          | 6,521                                          | 7,115                                          | 7,070                                          | 7,696                                          | 7,867                                          |
| 1902年-1940年 • 1950年-2000年 • 2010年         |                                                |                                                |                                                |                                                |                                                |                                                |                                                |                                                |                                                |                                                |                                                |                                                |

## 経済
ブライアクリフマナーの土地の約5%が企業に使われている。村内には小売業地域が3か所あり、一般的（非小売り）企業とオフィスビル、実験室が散開してある。主要小売業地区はプレザントビル道路とノースステート道路沿いにある。
中央事業地区は主にレストラン、カフェ、小さな食品市場および専門店など小売業である。ノースステート道路事業地区は、スーパーマーケット、銀行、ガソリンスタンド、小売店の混合であり、その他の小売地区に全国的および地元の店舗がある。オフィスではソニー・エレクトロニクス、ビュストホフ、フィリップス・リサーチ北アメリカなど小さなものや、地域あるいは全国市場向けの大型のものがある。
村の経済は、教育、医療、社会サービスに依存している。16歳以上の住民の中で、63%が労働力である。その33%はウェストチェスター郡以外で働く従業員である。約13%が村内で生活し、働いており、平均通勤時間は37.1分である。ブライアクリフマナーには裕福な人々が多く、CNNマネーによるアメリカ合衆国で稼ぎの良い町25傑の第19位に入っている。金融ニューズ会社の24/7ウォールストリートが、アメリカ合衆国国勢調査局の2006年から2010年アメリカン・コミュニティ・サーベイのデータを使った評価では、この村の教育学区をアメリカで第5位、ニューヨーク州で第3位の裕福な学区と位置付けていた。
2004年、ブライアクリフマナーの主要雇用主5傑には、ブライアクリフマナー統合自由教育学区、フィリップス研究所、トランプ・ナショナル・ゴルフクラブ、クリアビュー学校、およびエンジニアリング会社のチャールズ・H・セルズが入っている。その他の大規模雇用主としては、USIホールディングス（株式公開保険会社の本社）、アトリア・ブライアクリフマナー、ペース大学、およびブライアクリフマナー村（従業員81人）がある。

## 芸術と文化

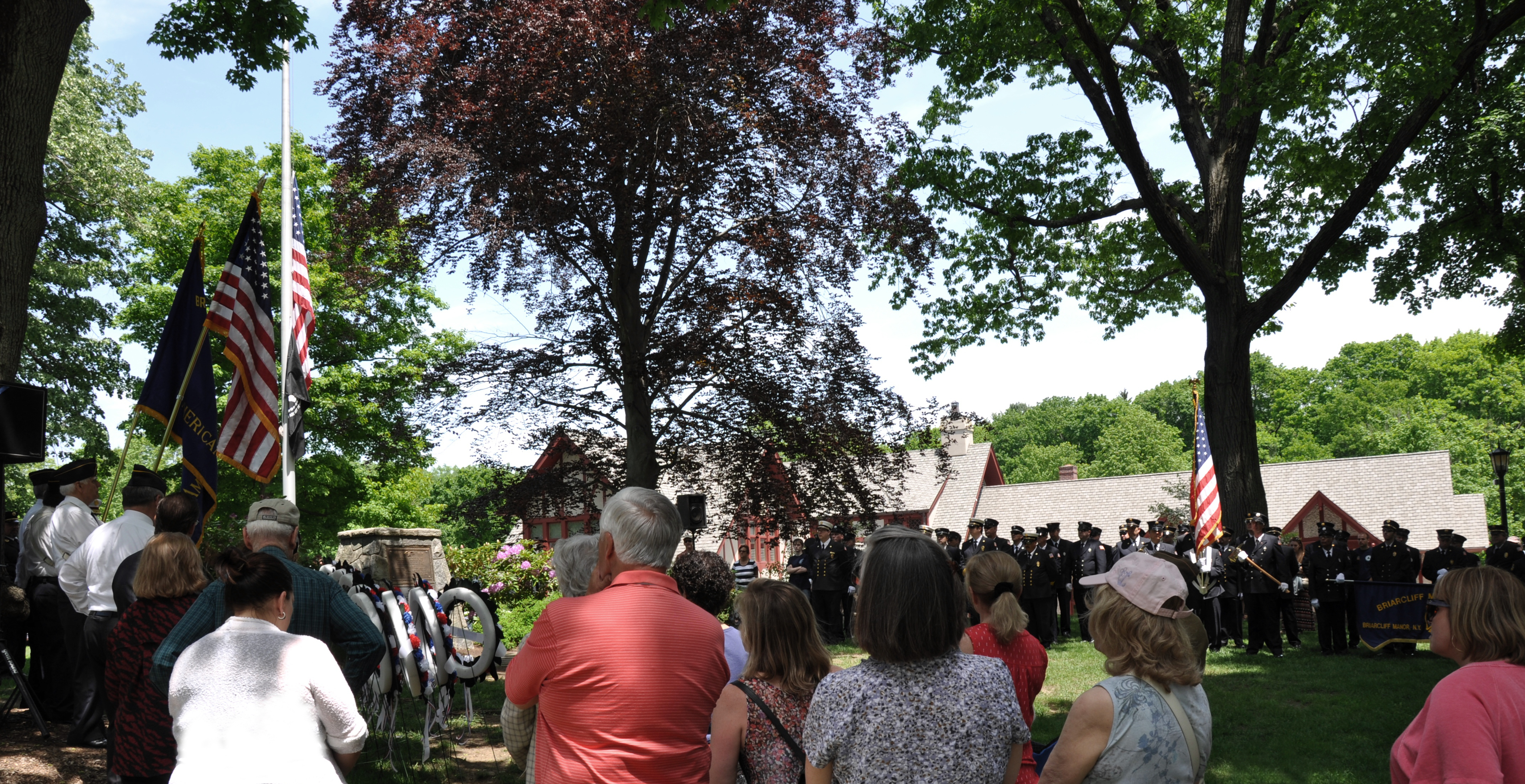
毎年開催されるメモリアルデーの儀式、村民と共にアメリカン・リージョンとブライアクリフマナー消防署の署員が出ている

村のシンボルはピンクのブライアクリフ・バラであり、ブライアクリフ温室で育てられているバラに似ている（バラ種のアメリカン・ビューティより明るい色の品種改良種である）。2006年から、ブライアクリフ・バラは村の道路標識に使われている。1956年に設立されたブライアクリフマナー・ガーデンクラブもブライアクリフ・バラをそのシンボルに使っている(p151)。その主たる機能の1つは公共庭園とグランドの植樹と維持、改良である。
ブライアクリフマナーには、カブスカウトのパック6やボーイスカウトのトループ18など、スカウトの組織が幾つかある。パック6は1968年に設立され、この村では最初のカブスカウト・パックとなった。2002年時点で12の組に70人以上のカブがいる。この村で最初のボーイスカウト・トループは1919年に設立されたトループ1・ブライアクリフだった。ビル・バフマンが最初のスカウトマスターであり、ジョン・ハーシーがトループの最初のイーグルスカウトとされている。村で最初のガールスカウト・トループは1917年にルイーズ・ミラーとアルフレッド・ジョーンズ夫人が設立し、最初のブラウニー・トループは1929年に設立された(p77)。
ブライアクリフマナー・コミュニティ篝火はロー公園で開催される冬の休日行事であり、村とブライアクリフ芸術友愛会が主催し、音楽生演奏、軽食、子供のための工作プロジェクトがある。その他毎年開催される行事はメモリアルデーのパレードがあり、50年以上続く村の伝統である。パレードが始まる前に村役場の鐘が、前年に亡くなった消防士を追悼するために鳴らされている。

### 歴史協会
ブライアクリフマナーはその歴史と伝統に対して強い結びつきを維持している。1952年に50周年を迎えたとき、9人の人々が歴史委員会に奉仕し、村の歴史書を出版した。1974年3月、村長が75周年委員会に12人の人々を指名し、ブライアクリフマナー・スカボロー歴史協会を結成することで活動を始めた。この歴史協会は1977年に村の歴史書の最新版（『2つの川の間の村、ブライアクリフマナー』）を出版して75周年を祝った。歴史協会は当初ブライアクリフマナー中学校の校舎にあったが、その後校舎は解体された。その後、協会はプレザントビル道路沿いの不動産ビル2階に移転し、さらに元の校舎がペース大学に賃貸された後に元に戻った(p195)。2010年3月21日、歴史協会は、ブライアクリフマナー公共図書館の拡張部に設立されたアイリーン・オコーナー・ウィーバー歴史センターを恒久的な所在地とした。歴史協会の協会員が2002年の百周年委員会9人に加わり、百周年記念行事を組織した。
百周年委員会とブライアクリフマナー・スカボロー歴史協会ブライアクリフ高校講堂での百周年バラエティショーなど幾つかの記念行事を企画することを助けた。このショーは2002年4月26日と27日の夜に開催され、切符は売り切れた。2幕のショーは、村の組織による村の生活の解説と、スキットと歌で村の歴史のレビューで構成された。その他に協会が後援した行事は家屋と教会のツアー、バスツアー、M/Vコマンダー（1917年建造、国家と州の歴史登録財）のような歴史的な船を使ったハドソン川クルーズ、ダンス、アンティークカーの展示会、歴史的な地点への日帰り旅行、美術品の展示と著作者や選出された役人による行事があった。

### 歴史的な場所

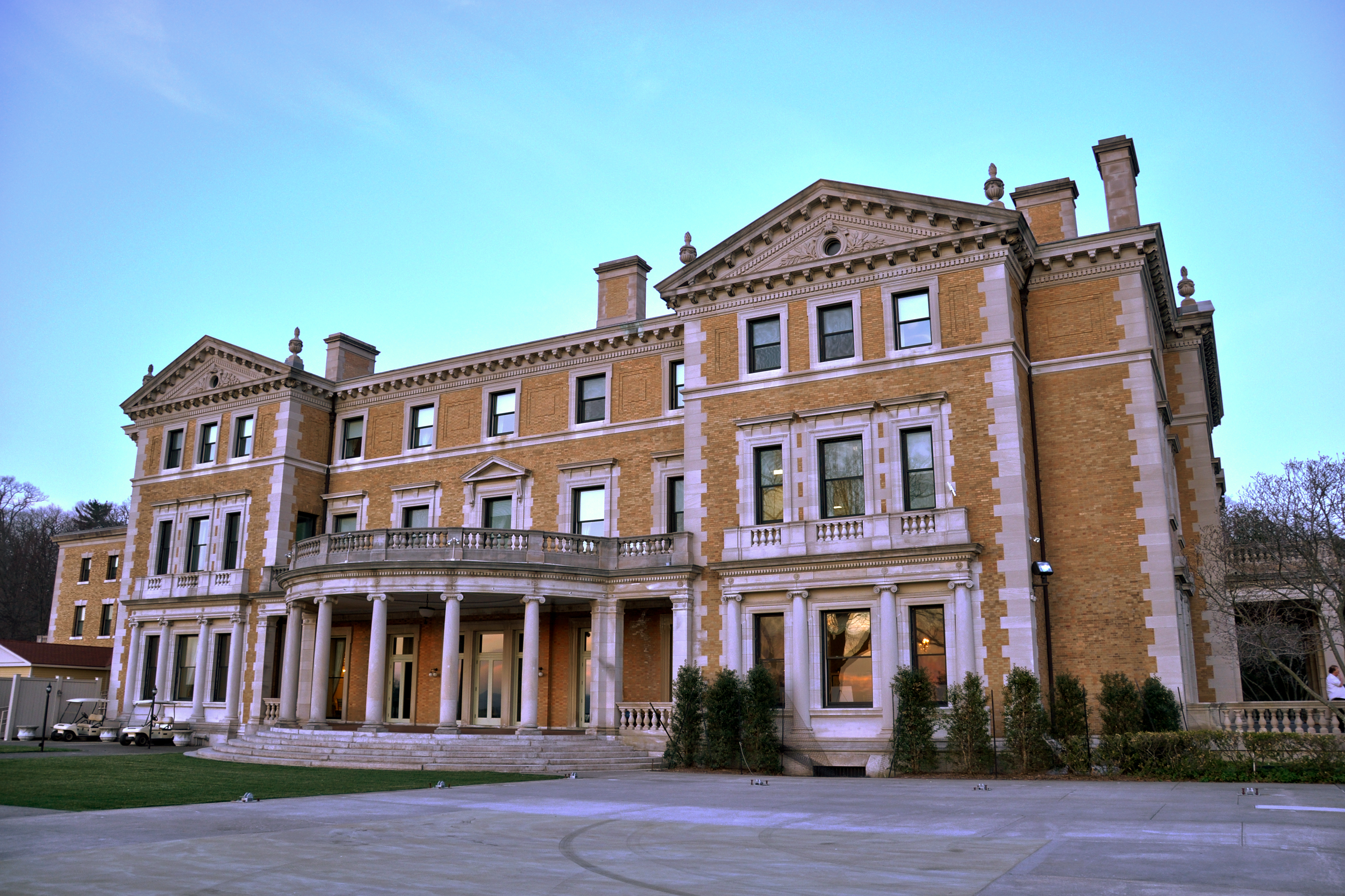
ウッドリー、スカボロー歴史地区の建物

ブライアクリフマナーには多くの歴史的建物と地区がある。アメリカ合衆国国家歴史登録財に指定されている建物には、オールセインツ聖公会教会（2002年3月2日登録）、キャリー・チャップマン・キャットの邸宅であるジュニパー・レッジ（2006年3月4日登録）、広さ376エーカー (152 ha) のスカボロー歴史地区にある幾つかの建造物（1984年9月7日登録）がある。ニューヨーク州公園、レクリエーション、歴史保護局が管理するクロトン旧導水路州立歴史公園が村内にある。この導水路は国家歴史登録財であり、アメリカ合衆国国定歴史建造物にもなっている。
キャットの家、ジュニパー・レッジはブライアクリフの郵便番号内にあるが、その家屋は村内にはなく、隣のニューキャッスル町の中にある。村出身の作曲家で歴史家のカーミノ・ラボサが、ジュニパー・レッジを国家登録財への指定を調査し行動開始したことで、家の保存に動いた。

### 礼拝所

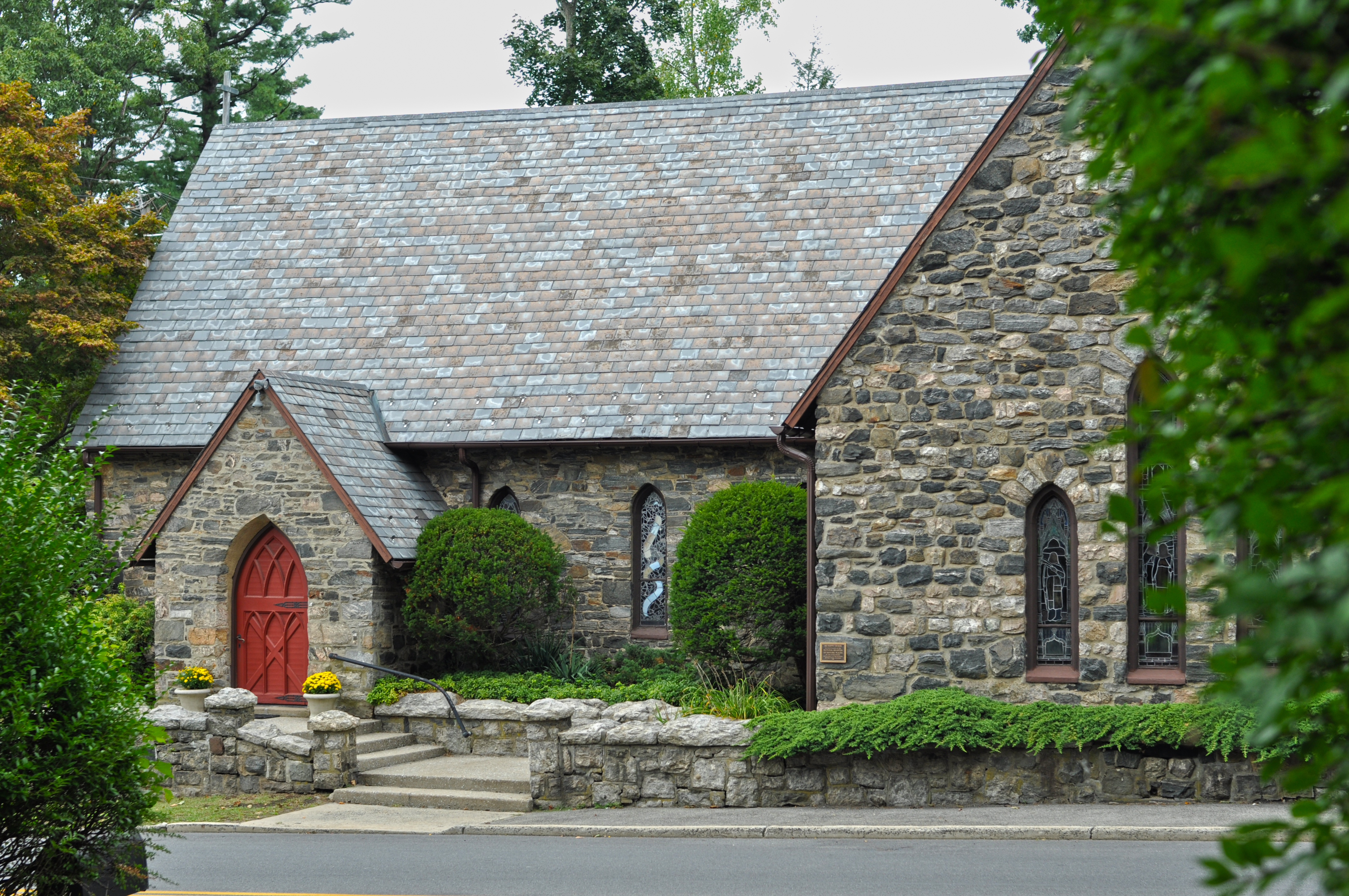
オールセインツ聖公会教会

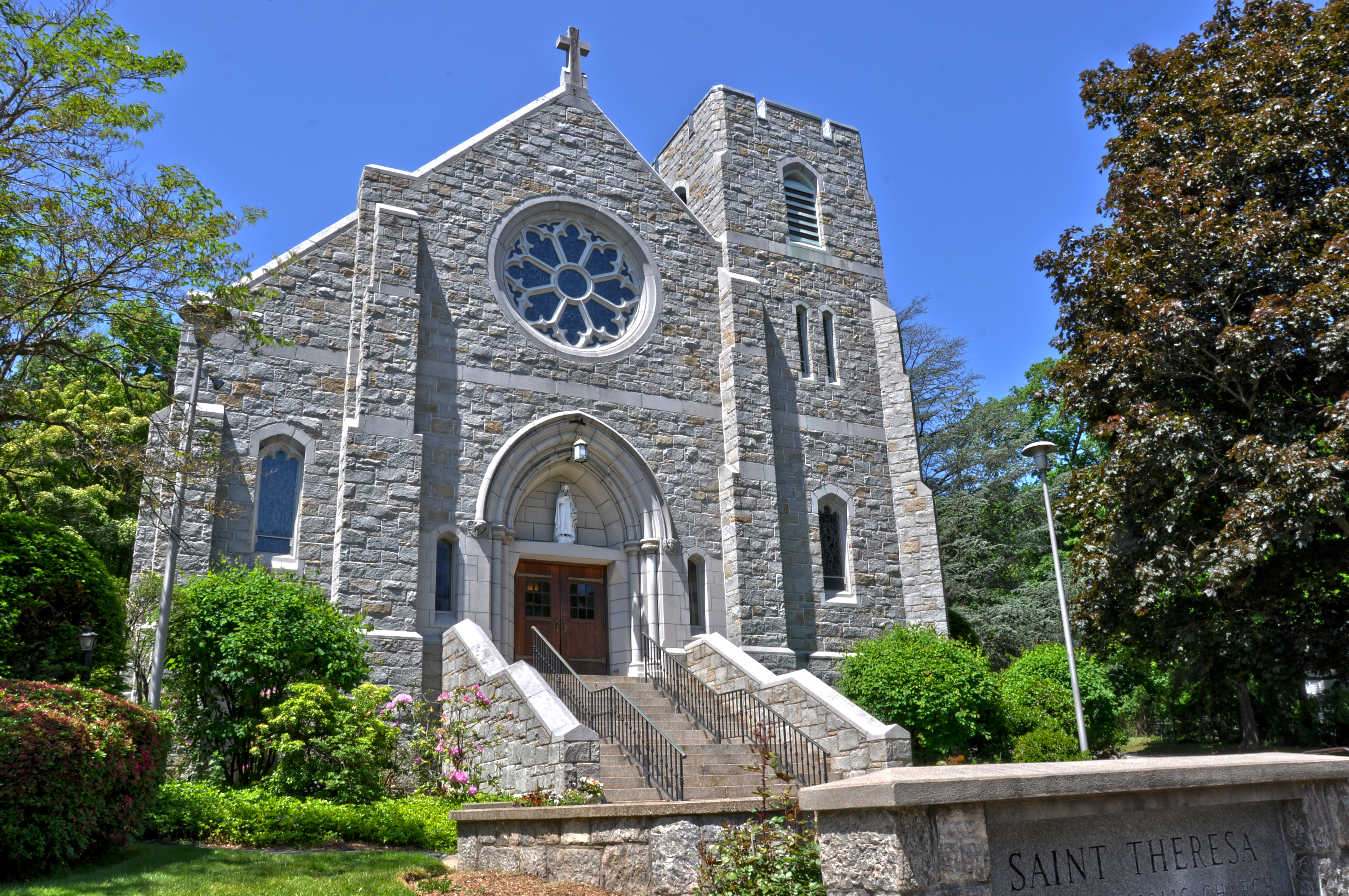
セントテレサズ・カトリック教会

ブライアクリフマナーには7つのキリスト教教会と2つのユダヤ教シナゴーグがある。3つの教会（ホリー・イノセンツ・アングリカン教会、セントメアリーズ聖公会教会、スカボロー長老派教会）はスカボローにある。その他の教会は、オールセインツ聖公会教会、セントテレサズ・カトリック教会、フェイス・ルーテラン・ブレスレン教会、ブライアクリフ会衆派教会（ユナイテッド・チャーチ・オブ・クライスト）である。シナゴーグは、保守派のコングリゲーション・サンズ・オブ・イスラエルと、チャバド・ルバビッチ・オブ・ブライアクリフマナーである。
1839年にウィリアム・クレイトンがブリーチウッドのセントメアリーズ教会として設立したセントメアリーズ聖公会教会が村内最古の教会である。1945年にスカボローのセントメアリーズ教会として再度法人化された(p28)。この花崗岩造りの教会は地元の石工によって建てられ、マシュー・ペリー代将、ジェイムズ・ワトソン・ウェブ、ウィリアム・アスピンウォール、アンブローズ・キングスランドなどクレイトンの裕福な隣人たちが費用を出した(p19)。この教会は、イングランドのノース・ヨークシャースカーブラにあり、ウィリアム・ジェイ・ボルトンのステンドグラス窓が唯一完全に残っている教会でもある、14世紀のゴシック様式セントメアリーズ教区教会に基づいたデザインであり、当初の状態に近く残されている。1851年に建設され、国家登録財に指定されるスカボロー歴史地区の目玉となる建築物である。広さ338エーカー (137 ha) のスリーピーホロー・カントリークラブが、教会の敷地を3方から囲っている。著名な教区員としてマシュー・ペリーとワシントン・アーヴィングがいる。『リップ・ヴァン・ウィンクル』や『スリーピーホローの伝説』を書いたアービングは、ウォルター・スコットの家であるアボッツフォードから教会の蔦を持ってきた。
スカボロー長老派教会は、マーガレット・ルイザ・ヴァンダービルト・シェパードとその夫エリオット・フィッチ・シェパード大佐（近くのウッドリー荘園に住んだ）から村に送られたものであり、電気オルガンを備えたことではアメリカ合衆国初の教会だった。1895年に建設され、オーガスタス・ヘイデル（スタンフォード・ホワイトの甥）とシェパード（エリオット・シェパードの甥）が設計した。このシェパードは1899年にマンハッタンのファブリ・マンションを設計した。広さ3エーカー (1.2 ha) の教会敷地はスカボロー歴史地区に属している。
オールセインツ聖公会教会は石造りであり、これも国家登録財に指定されている。1854年にジョン・デイビッド・オジルビーによって設立された。オジルビーのアイルランドにある夏の荘園と一家の家がブライアクリフマナーの名前の元だった。ゴシック復古調であり、オジルビーの夏の荘園に建設され、リチャード・アップジョンが設計し、イングランドのベマートンにあるセントアンドリュース教会がモデルだった(p21)。この教会は1833年建築のスティック様式教区牧師館と1904年建築のアーツ・アンド・クラフツ運動アーツ・アンド・クラフツ様式の教区会館があり、19世紀半ばに地域で人気のあった敬虔なイングランド・ゴシック様式教区教会の1例である。
セントテレサズ・カトリック教会の教区は1926年に36家族で設立され、現在ある教会は1928年9月23日に開所された。教会の牧師館はジェイムズ・スティルマンのブライアクリフ農園にあった農家だった。この教会は1965年に学校を開いたが(p157)、2013年に閉校した。
フェイス・ルーテラン・ブレスレン教会は1959年に同じウェストチェスター郡スカースデールにある白い礼拝所で始まった。その会派は後に礼拝堂を売却して、現在あるブライアクリフマナーの広さ2エーカー (0.8 ha) の土地に移転した。教会は信徒12家族のほとんど労働奉仕によって建てられ、1967年10月8日に最初の礼拝を行った。保育園のリトル・スクールが1972年に始まり、婦人や青年のグループも支援している(p75)。
ブライアクリフ会衆派教会は1896年に建設され、ルイス・カムフォート・ティファニー、ウィリアム・ウィレット、J&R ラム・スチューディオズ、ハードマン&Co.、ウッドヘイブンの制作によるステンドグラス窓がある。1865年頃に建てられた小さな1室だけの校舎（「白い学校」と呼ばれた）から始まり、宗教学校と60人までの礼拝所として使われていた。ジョージ・A・トッド・ジュニアがウォルター・ウィリアム・ローに新しい教会建設の援助を求めた。ローが教会の土地を寄進し、地域社会全体（宗教的背景を問わず）が出席できる新しい教会を造らせた。イングランド教区様式の身廊とノルマン様式の塔がまず建てられ、ゴシック調の窓が付けられた。会派が大きくなると、ローが北側部分（翼廊と後陣）増築の資金を出し、1905年に落成した。ローはさらに教会のオルガン（1924年に交換）、ティファニー製の4つの窓、および通り向かいの牧師館を寄付した。この教会では2008年から2011年の毎週、教区会館の屋内でのファーマーズマーケットを行っていた。その後はペース大学ブライアクリフ・キャンパスに会場を移された。
コングリゲーション・サンズ・オブ・イスラエルは平等主義保守派と自称しており、ブライアクリフマナーで唯一のシナゴーグである。この会派は1891年にオシニングの11人によって結成され、1902年までは礼拝を個人宅や店舗で行っていた。この年、会派（現在23家族になっている）ハダーストン・アベニューの建物を購入した。1900年にデール・アベニュー沿いに設立されたユダヤ人墓地は現在も使われている。1920年45家族に合わせたシナゴーグが宗教学校を設立した。その設備では手狭になると、ウォラー・アベニューの土地を購入し、1922年に新しいシナゴーグを完成させた。1950年代、会派はプレザントビル道路沿いの広さ11エーカー (4.4 ha) のミード農園を購入し、1960年から使っている(p101)。

## スポーツ
ブライアクリフ高校は、ブライアクリフ・ベアーズという名前で16のスポーツの校内スポーツと、二軍、一軍のチームがある。ペース大学には大学間スポーツで12種目のチームがあり、NCAAのディビジョンIIで活動している。ノースイースト10カンファランスに属している。
ブライアクリフマナーは自動車レースの歴史がある。村が後援した第一回アメリカン・インターナショナル・ロードレースがその中心にある。その商品であるブライアクリフ・トロフィーは1万ドル（今日ならば262,500ドル）以上の価値があり、ウォルター・ウィリアム・ローが寄付し、勝者に贈呈した(pp82–3)。レースは1908年4月24日午前4時45分に、ブライアクリフ・ロッジの前で始まり、村の特別観覧席で終わった(p83)。勝者はイソッタ・フラシニ社のアーサー・ストラングであり、5時間14分で240マイル (390 km) を走った(p12)。30万人以上の観衆が集まり、その日に村を訪れたのは10万人以上だった(p83)。
1934年11月12日、アメリカ自動車レーシング・クラブがブライアクリフマナーで新たなロードレースを開催した。この100マイル (160 km) のレースの勝者はラングドン・クィンビーであり、ウィリス77を運転し、2時間7分で走った。このレースは1935年6月23日にも開催され、この時もクィンビーが前年より4分早く走って優勝した(p84)。1977年、村の解説75周年のときに、1934年のレースルートを使って、古いレーシングカー15台がパレードを行った。2008年最初の自動車レースから100周年を祝い、約60台のアンティークカーがパレードを行った。

## 公園とレクリエーション

ロー記念公園の池

ブライアクリフマナーには約180エーカーのレクリエーション施設と公園があり、その全てが公開されている。村の図書館にはレクリエーション部があり、4人のスタッフと6人の諮問委員会があって、村のためにレクリエーション計画を作っている。村の公共事業部は公園とレクリエーション施設を維持しており、1つの公園に主任1人と整備員2人を置いている。以下は村民が利用できるレクリエーション施設と公園のリストである。
- ブライアクリフ・ピークスキル・トレイルウェイは、ブライアクリフマナーからピークスキルのブルーマウンテン保護地まで全長12マイル (19 km) ある。公園地はブライアクリフ・ピークスキル・パークウェイ（ニューヨーク州道9号線代替路の一部）に使うために取得された。このパークウェイは後にコースを変更し、トレイルに使うために土地を解放した[80]
- チルマーク公園、メイシー道路沿いの広さ8.3エーカー (3.4 ha)、元はチルマーク・カントリークラブ。テニスコートが6面（クレイコート2面、全天候型コート2面、グリーン・クレイコート2面）、バスケットボールのハーフコート1面、サッカー場1面、野球・ソフトボール場1面、遊技場1か所がある。現在、運動場とバスケットボールコートの改修、レストルームの新築を計画している
- 不毛地荒野、広さ235エーカー (95 ha)、荒野トレイルのネットワーク[81]
- ジャクソン道路公園、広さ4.76エーカー (1.93 ha)、1975年開園、バスケットボールのハーフコート2面があり、1面は標準の10フィート (3 m) 縁があり、もう1面は若者のために9フィート (2.7 m) の縁である。2005年に遊技場が改修された。公園の半分は未開発の湿地である
- ケイト・ケナード・トレイル、全長1マイル (1.6 km)、元市長の娘の名が付けられた。1988年開園。アスピンウォール道路の交差点の西、ロングヒル・ウェストに始まる
- リン・マッカラム・フィールド、ブライアクリフマナーの2代目村マネジャーの名前が付けられ、1999年6月に開所された[4](p61)。チャッパクァ道路と州道9号線代替路の角にあり、野球、ソフトボール、サッカーの多目的運動場があり、駐車場50台分、レストルームのあるユーティリティ・ビルもある

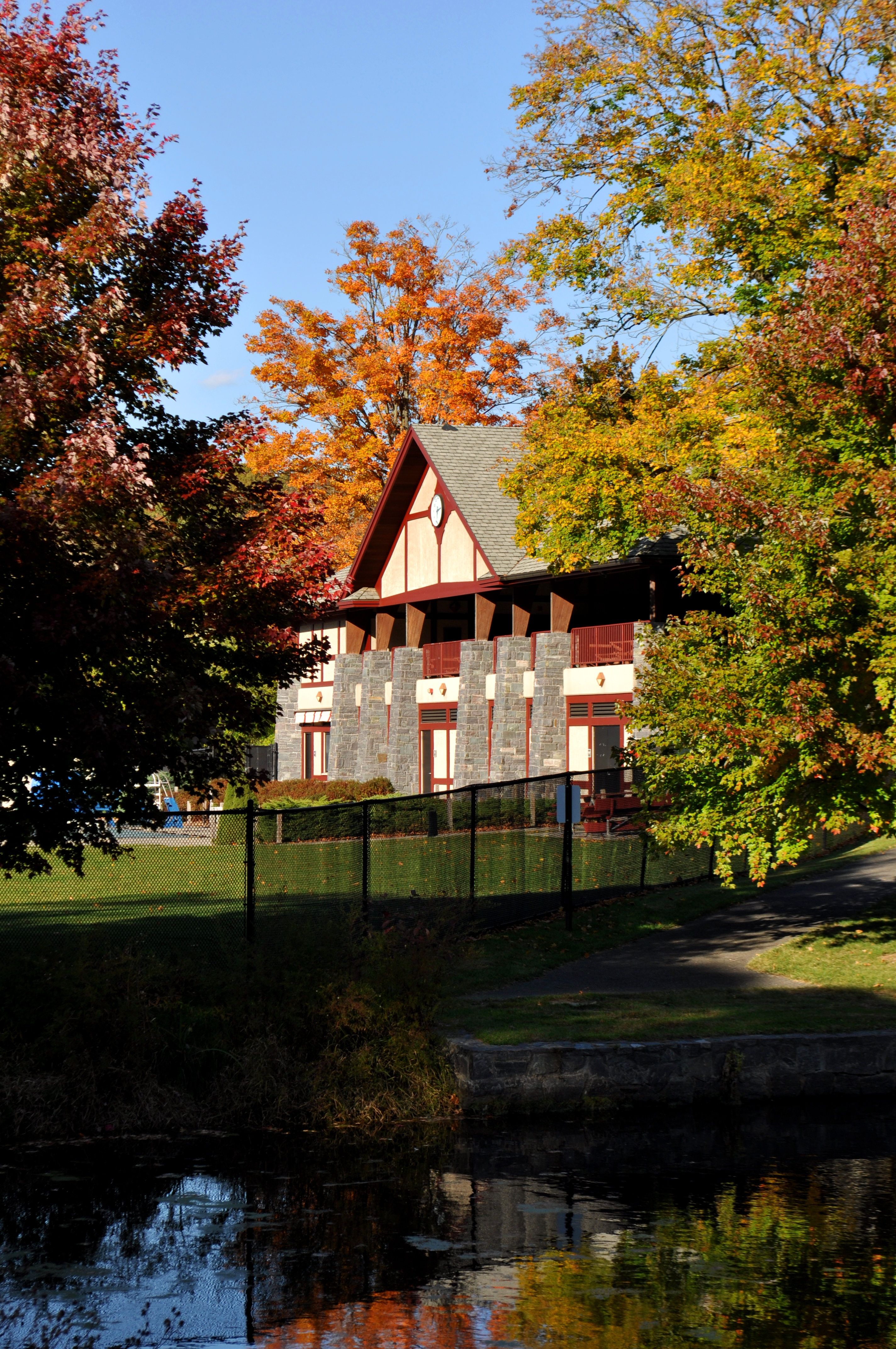
ロー記念公園の池とパビリオン

- ニーバーフッド公園、1954年開園、1958年と1964年に拡張。ウィットソン道路とフラー道路の角にあり、シュレイド道路に隣接する広さ5エーカー (2.0 ha)。公園のウィットソン道路側は少年用野球場。シュレイド道路入り口からバスケットボールコートと遊技場に行くことができる
- ニコルス自然地域、ニコルス・プレースから行ける。険しい斜面のある広さ3.8エーカー (1.5 ha) の地域、1973年住宅用小区画として取得された
- クロトン旧導水路州立歴史公園、クロトン旧導水路に沿い、ブロードウェイとハドソン川の間で村を横切る。全長26.2マイル (42.2 km) のトレイルはクロトン貯水池からニューヨーク市までクロトン導水路に沿い、ニューヨーク州が維持する自転車道とランニング道になっている。村からのアクセスはスカボロー消防署の北、スカボロー道路からとなっている
- パイン道路公園、1948年に取得し、1963年に拡張した広さ66エーカー (27 ha) の未開発地、パイン道路とロングヒル道路東の間にある
- ポカンティコ公園、広さ70.9エーカー (28.7 ha)、ブライアクリフマナーで最大の公園、1948年に取得、1963年、1964年、1967年に拡張。ポカンティコ川に接し、多種の植生があり、ハイキング・トレイルもある[13]
- レクリエーション・センター、1980年に買収、元はチルマーク・カントリークラブのクラブハウス。季節により屋内レクリエーションを行う。ブライアクリフマナー庭園クラブ、高齢者クラブ、マックス・ペイビー・チェスクラブなど地域の団体が利用している[82]
- スカボロー公園、広さ6エーカー (2.4 ha)、1908年に取得、1900年代初期にスカボロー鉄道駅近くを開発。3面をハドソン川に囲まれる。1エーカーは水面上、残りはハドソン川の水面下にある[18][23]
- ビレッジ青年センター、広さ2,400平方フィート (220 m²)、中央事業地区に近く、デッキ、パティオ、夜間照明付き屋外バスケットボールコートがある。地域社会の活動のために屋内施設もある[83]
- ウォルター・ウィリアム・ロー記念公園（当初はリバティ公園）[3](p85)、村の中心、プレザントビル道路沿いにある。広さ7エーカー (2.8 ha)。1904年にローが村に寄付した[1]。1927年に8,641ドル（現在価値で117,300ドル）を掛けて村営プールを追加した。主プールは長さ125フィート (37 m)、幅75フィート (23 m)、幼児用プールは直径30フィート (9.1 m)[1]。ウェストチェスター郡で初の公営プールとなった[4](p2)。1977年に再建され[3](p79)、2001年に再開発プロジェクトの一部として2階建てのバスハウスとパビリオンが完成し、他に舗装通路と退役兵記念碑もできた[6]。この公園は2001年のベテランズデーに再度開園された[13]。夜間照明付き屋外テニスコート4面（クレイコート3面、全天候コート1面）がある。池はアイススケートやホッケーに使われていた。村がテニスコートの1面を暫定リンクにした。浅いリンクは池より早く凍る。夜間照明があるので夜間でもスケートができる[84]。テニスコートに隣接して遊技場がある。公園の北にプラットフォーム・テニスコート2面がある。東の外れにブライアクリフマナー公共図書館がある
- ウェストチェスター郡バイクトレイル、別名ノースカウンティ・トレイルウェイ、全長22.1マイル (35.6 km) のレイルトレイル。森、町、ハイウェイを縦横に動いている。途中にニュークロトン貯水池と元の鉄道橋がある。ブライアクリフマナーからアクセスするには、プレザントビル道路近く、図書館の裏から入る。このトレイルは北には（州道100号線沿い）サマーズ町のボールドウィン・プレースまで、南には州道9号線代替路沿いにマウントプレザントのイーストビューまで伸びている[23][85]

ブライアクリフマナーには公営のゴルフ場が無いが、2つの大きなカントリークラブがある。1つはスカボローにあるスリーピーホロー・カントリークラブ、もう1つはドナルド・トランプが所有するトランプ・ナショナル・ゴルフクラブである。トランプの敷地は20世紀の初期から、ブライアクリフ・ゴルフクラブ、ブライアヒルズ・カントリークラブ、ブライアホール・カントリークラブと名称が移って来た。トランプが1997年にそこを買収し、2002年にオープンした。スリーピーホロー・カントリークラブの主たる建物は元のウッドリーであり、マーガレット・ルイザ・ヴァンダービルト・シェパードとその夫の140室、ルネサンス復古調邸宅だった。この建物の床面積は約7万平方フィート (6,500 m²) あり、アメリカ合衆国でも最大級の家屋である(p163)。

## 村政府
2014年時点で、村政府の長はウィリアム・J・ベシオ村長であり、元の村政委員から2005年に村長になった。村政府は1人の市町と4人の村政委員で構成されており、全て無給で、全村を選挙区に、任期2年間で選出される(p88)。常勤で指名による村マネジャーが日々の運営を担当している。初代は1967年に指名されたマックス・ボーゲルだった(pp59–61)。政府は村役場にあり、その建物には司法裁判所と村長および村マネジャーの事務所がある 2014年現在。村内の登録有権者数は5,531人である 2007年現在。村役場の職員は常勤81人であり、建設部の5人、企画委員会の6人、公共事業部の29人、レクリエーション部の4人、警察署、消防団、建築審査委員会、環境保護諮問委員会の20人、などである。
ブライアクリフマナーは少なくとも1905年頃にまで遡る投票制度を維持している。ニューヨーク州の各自治体と同日に行われる通常の一般選挙に加えて、役人を決めるタウンミーティング形式の会議である無党派州会がある。村民集会の形式はほとんど村独特のものであり、ニューイングランドの町の概念を演繹したものとして説明できる。公式には1946年に組織化された村民集会は、村の選挙よりも2か月前に多数決で役人の候補を選んでおり、候補者は通常無投票で選ばれることになり、選挙は形式的なものとなる。村民集会は村内に少なくとも1か月住んでいる18歳以上の村民に公開される。有権者登録は必要でない。有権者と候補者は支持政党を宣言せず、その代わりに候補者が毎年1月初旬にその綱領を公開するその数週間後に集会が開催されて投票を行う。
ニューヨーク州議会下院で、ブライアクリフマナーの西部（オシニング）は民主党のサンディ・ガレフが第95選挙区の代表であり、東部（マウントプレザント）は民主党のトマス・アビナンティが第92選挙区の代表である。ニューヨーク州議会上院では、オシニングンの部分が第38選挙区に入り、民主党のデイビッド・カーラッチが代表である。マウントプレザントの部分は第40選挙区に入り、共和党のグレゴリー・ボールが代表である。アメリカ合衆国下院では、ニューヨーク州第17選挙区に属し、民主党のニタ・ローウィが代表である。ニューヨーク州選出のアメリカ合衆国上院議員は共に民主党のチャック・シューマーとキアステン・ジルブランドである。

### 犯罪

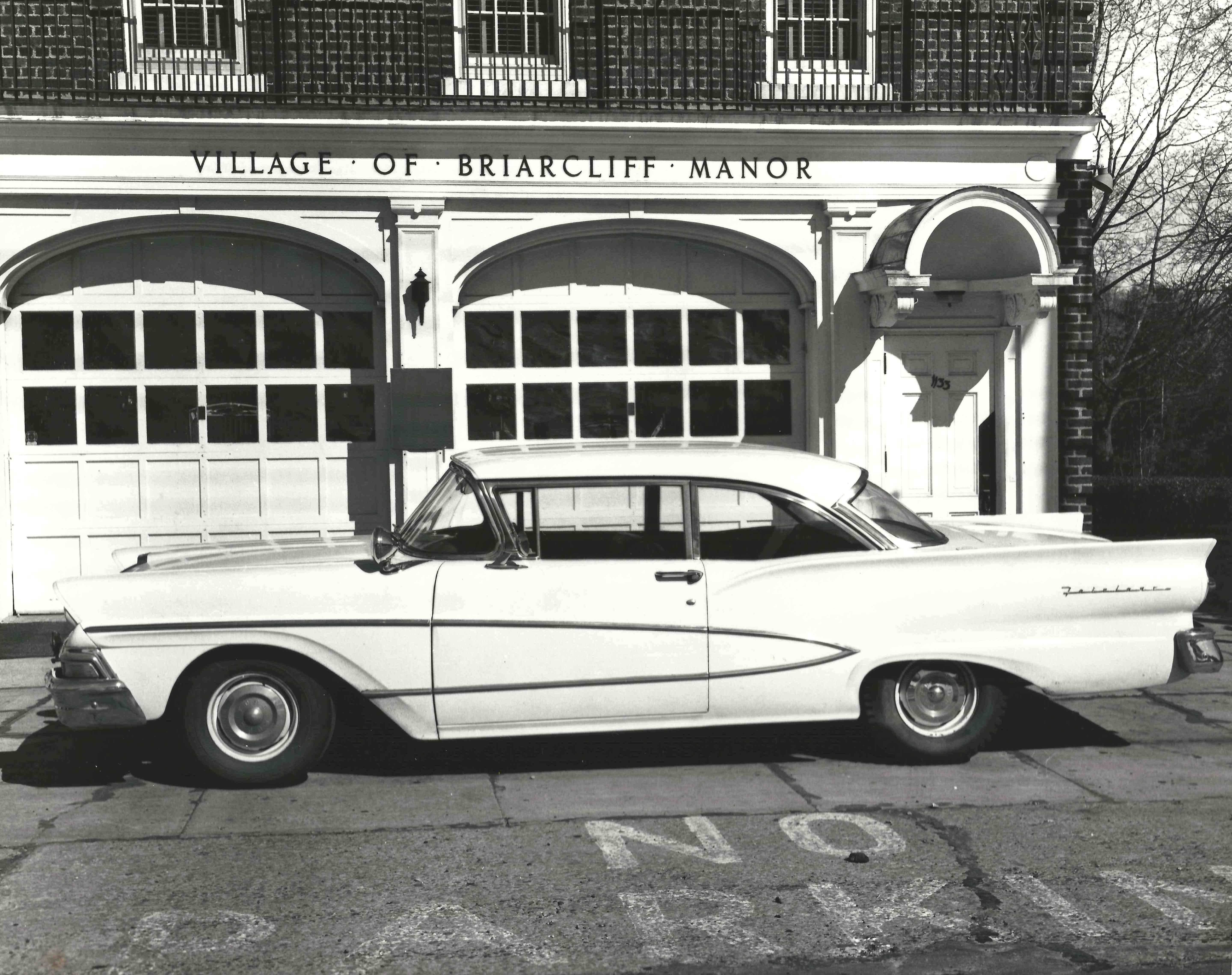
ブライアクリフマナーのパトカー、フォード・フェアレーン、1962年

ブライアクリフマナー警察署はエドワード・キャッシュマンによって設立された。最初は一人のみであり、徒歩と自転車で村内受け持ち区域を回った。両大戦の間も犯罪率は低く、村の警察は主に家畜の駆り集めに関わっていた（独立戦争以前から警官はこの仕事をしていた）。他に関わったのは交通違反であり、村の大きさとパークウェイがあるためだった。1980年代（1940年代も同様）、警察の事件記録簿は主に村を横切る4本の幹線道での事故と交通違反だった。1939年の村の歴史書では「ブライアクリフは重大な犯罪が起きたことが無い」と書かれていた。夜盗が偶にあり、殺人は稀である。1989年、警察がそれまでの6連発38口径拳銃に換えて、9㎜半自動拳銃にしようとしたときに、意見が分かれた。村の役人は警官が任務中に発砲したことがあったか覚えていなかった(p208)。
FBIの2012年統一犯罪報告書の研究では、州内で犯罪率が2番目に低く、全国的不動産業者のモボトLLCがブライアクリフマナーをニューヨーク州で2番目に安全な自治体と評価した。FBIの報告書に拠ると、2012年に暴力犯罪は報告されておらず村民が犯罪被害者になる確率は569分の1だった。2014年、安全保障会社セーフ・チョイス・セキュリティが同じデータを使って、ブライアクリフマナーをニューヨーク州で最も安全な自治体と評価した。

## 教育

### 就学前児童教育
ガーデンハウス学校はロンドンの小学校である。そこがニューヨーク市とブライアクリフマナーでも就学前学校を運営している。ブライアクリフマナーではブライアクリフ会衆派教会の教区会館が学校になっている。ブライアクリフ保育園はモーニングサイド・ドライブ沿いにある就学前学校であり、ブライアクリフマナーではなくオシニングに入った所にある。1947年にブライアクリフマナー最古のレクリエーション用ビルで設立され、その後ウォルター・ウィリアム・ローの邸宅に移転し、さらにウィリアム・キングスランドの邸宅から1955年に現在の場所に移転した(p156)。

### 初等中等教育

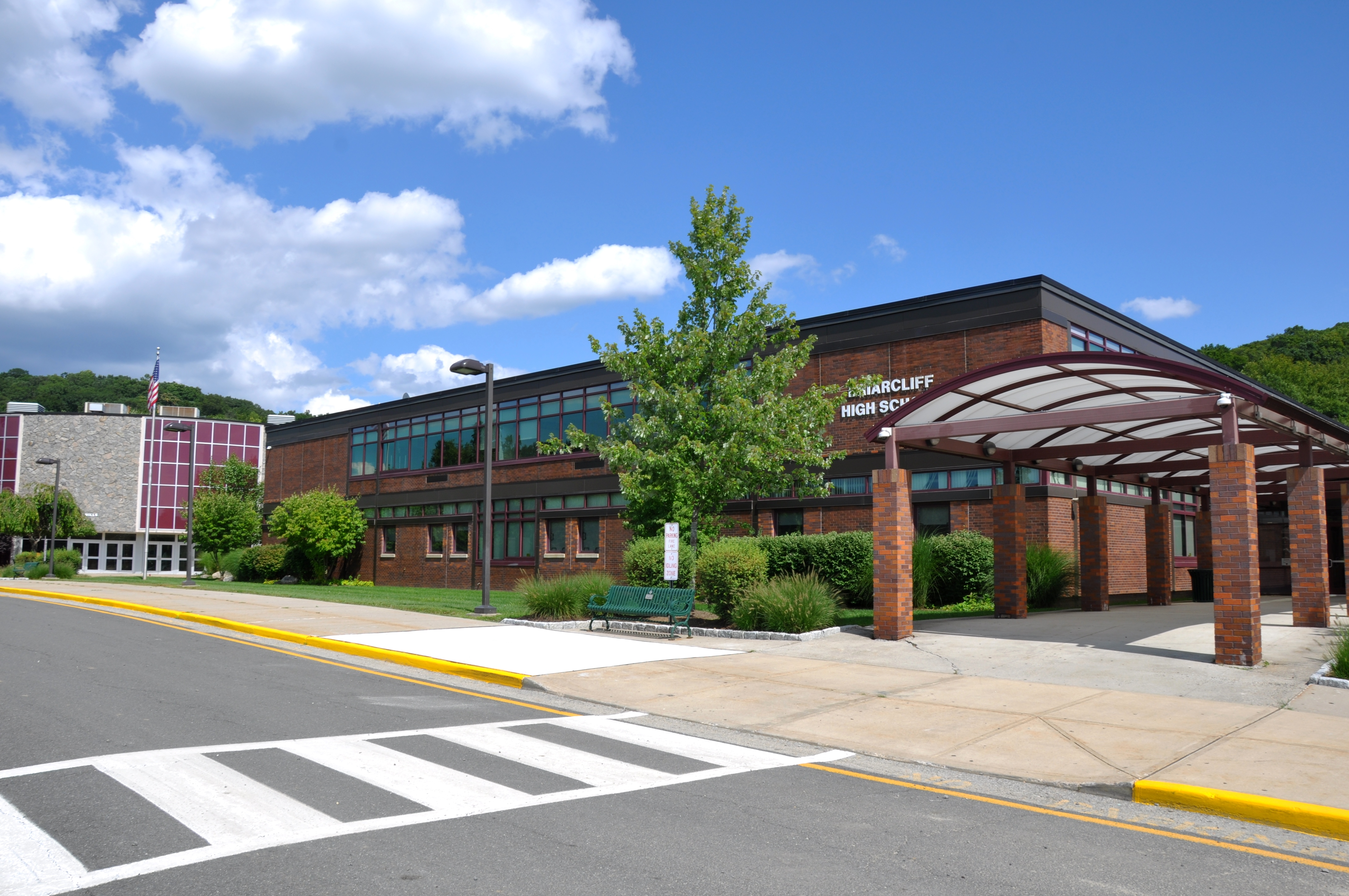
ブライアクリフ高校

村内はブライアクリフマナー統合自由教育学区の管轄にあり、その範囲は6.58平方マイル (17.0 km²) あり、ブライアクリフマナー村の大半とマウントプレザント町の未編入領域が入っている。この学区に入らないブライアクリフマナーの一部はスカボローとチルマークにあり、オシニング統合自由教育学区に入っている。ブライアクリフマナー統合自由教育学区には1,000人以上の児童生徒が居り、トッド小学校、ブライアクリフ中学校、ブライアクリフ高校に通っている。ブライアクリフマナーの設立時から1918年まで、1年生から8年生は1つの学校で教育されていた。1919年から1940年代まででは、1年生から12年生までが1つの学校だった(p50)。この学区は毎年高校で公演されるミュージカルで有名だった。1953年に開校した小学校はジョージ・A・トッド・ジュニアから名前が採られた。トッドは村で最初の教師、最初の校長であり、40年間以上も教師を務めた。中学校は2005年にブルーリボン学校になった。
ブライアクリフマナーには過去から多くの学校があった。ロングヒル学校は1912年までスカボローの公立学校であり、生徒数70人、2学級、教師2人だった。ホルブルック博士の軍事学校は1866年から1915年までホルブルック道路沿いにあった。ミス・チュークスベリーの学校と、後の店ズ・マーシャルの少女のためのデイスクールと寄宿学校はダイサート・ハウスにあった。ミス・ノックスの学校は1905年からポカンティコ・ロッジで運営された。このロッジはプレザントビル道路沿いのホテルであり、ブライアクリフ・ロッジの管理下にあった。この建物が1912年に焼失すると、郡内のタリータウン町、さらに後にはオチゴ郡クーパーズタウン村に移転した(p38)。1954年からノックス学校はサフォーク郡のセントジェイムズにある。スカボロー学校はアメリカ合衆国でも最初のモンテッソリ学校だった。1913年から1978年の閉校まで、ビーチウッド・エステイトにあった(pp93, 158)。その後クリアビュー学校が、保育児から21歳まで83人の児童生徒のために日中の治療を行っている。マクファデン学校は村内のウィリアム・キングスランドの邸宅で、1939年から1950年まで運営された(p125)。

### 高等教育

ペース大学のダウ・ホール、1905年建設

ブライアクリフマナーには幾つかのカレッジがあった。ブライアクリフ・ジュニアカレッジは1903年にブライアクリフ・ロッジで設立され、1905年にはウォルター・ウィリアム・ローが近くのブライアクリフ会衆派教会の土地に移転した。その理事の中にはハワード・ディアリング・ジョンソン、ノーマン・カズンズ、カール・カーマー、トマス・K・フィンレター、ウィリアム・ゾラック、エドゥアルド・C・リンドマン、ライマン・ブライソンがいた。オードウェイ・ティードが理事会の議長であり、その妻クララがカレッジの初代学長だった。このカレッジは次第に学業の範囲と立ち位置を改善し、ニューヨーク州教育省に登録され、1944年には中部州カレッジ・学校協会に認証された。1951年、ボード・オブ・リージェンツが文系准学士と応用科学准学士を与えることを認めた。翌年、アメリカ陸軍地図局が地図学で専門的な訓練を行う国内唯一のカレッジに選んだ。1956年、このジュニアカレッジが学士号の授与を始め、ブライアクリフ・カレッジと呼ばれるようになった。1977年、ペース大学がスペイン・ルネサンス様式のブライアクリフ公立学校の建物を買収し、それを長期賃貸にした後で、プレザントビル・キャンパスに組み入れた（ペース大学ビレッジセンター）。ペースが賃貸する間、この建物にはブライアクリフマナー・スカボロー歴史協会とビレッジ青年センターが入った。エッジウッドパーク学校は1936年から1954年までブライアクリフ・ロッジで運営された。キングス・カレッジは1955年から1994年までそこにあり、ロッジの建物やその他の寮と学術用建物を使っていた(p172)。

## 大衆文化の中で
ブライアクリフマナーは文学作品や映画の主題、動機あるいはその舞台になってきた。作家ジェイムズ・パターソンが2005年に著した小説『ハネムーン』の大半はこの村が舞台であり、パターソンは季節による村の住人である。作家シャロン・アン・サルバトの作品『ブライアクリフマナー』は、ブライアクリフマナーにある架空の荘園を舞台にしており、村内にあるスタイン・アンド・デイで出版された。テレビ番組『サタデー・ナイト・ライブ』のパイロット・エピソードは、中央事業地区で撮影され、ブライアクリフマナー薬局、ブライアクリフ酒店、ブライアクリフ金物店が「Show Us Your Guns」の背景に使われている。このエピソードは1975年10月11日に放映された。ブライアクリフ・カレッジの学長ジョサイア・バンティング3世はこの番組の制作者ディック・エバーソルの異腹兄弟であり、バンティングはエバーソルに無料でカレッジを撮影させた。テレビドラマ『PAN AM/パンナム』では、スリーピーホロー・カントリークラブがその第3エピソードの大半に舞台として使われた。2013年2月と3月、テレビ番組『ザ・フォロイング』の第1シーズン最後の3回分は、ブライアクリフマナーに入るオシニング町の元警察署とその周辺で撮影された。
村内で撮影された映画としては、1915年の『七人姉妹』、1970年の『暗い影の家』、1972年の『サベージ』、1996年の『バラのベッド』、2001年の『スーパー・トルーパーズ』、2002年の『アナライズ・ユー』、2007年の『アメリカン・ギャングスター』、2012年の『ボーン・レガシー』がある。『七人姉妹』はブライアクリフ・ロッジで撮影された。『暗い影の家』とマーチャント・アイボリーの映画『サベージ』はスカボローのビーチウッド邸宅で撮影された。『バラのベッド』はスカボロー道路沿いの1860年代建設の家で撮影された。その家はアイリーン・オコーナー・ウィーバーの家だった。『スーパー・トルーパーズ』の一部はタコニック・ステート・パークウェイのポキープシーからブライアクリフマナーの間で撮影された。『アナライズ・ユー』は村内とシング・シング刑務所などその近くで撮影された。『アメリカン・ギャングスター』には村の家屋2軒で撮影したシーンがあった。『ボーン・レガシー』は村からタコニック・ステート・パークウェイに入る所やその他の道路で撮影された。
20世紀初期から村内では印刷媒体が発行されてきた。ブライアクリフ・ファームズが印刷機と事務所を運営し、1900年に「ブライアクリフ・ファームズ」と「ブライアクリフ・ブレティン」、1903年には月刊の「ブライアクリフ・アウトルック」、1908年には「ブライアクリフ・ワンス・ア・ウィーク」と続いた。全てアーサー・W・エマーソンが編集していた(p27)。ブライアクリフ・コミュニティクラブは1910年に村が創設した社交組織であり、1927年まで存在した。この組織が「コミュニティ・ノーツ」を発行した。その後の新聞としては、1926年設立の「ブライアクリフ・フォーラム」、1930年代の「ブライアクリフ・ウィークリー」があった。村内でFMラジオのWXPKが免許を取得しており、他にも「ブライアクリフ・デイリーボイス」、ニューズ12、パッチ・メディア、「リバー・ジャーナル」があった。村の公式新聞には「ザ・ジャーナル・ニューズ」と「ザ・ガゼット」がある。

## インフラ

ブライアクリフマナー村役場

ブライアクリフマナー警察署と同消防団はブライアクリフマナー村役場に駐屯している警察署の人員は19人である。署長、副署長各1人、隊長5人、パトロール警官12人であり、他に非常勤文民1人がいる。ブライアクリフマナー消防団救急隊が2台の救急車で救急搬送を担当している。その他にも民間の救急医療担当社2社がある。
コンソリデイテッド・エディソンが村に電力と天然ガスを供給している。ブライアクリフマナー公共事業部がキャッツキル導水路から村の上水道体系まで飲料水を供給している。この公共事業部は、下水体系、村の自動車、道路と土地を管理し、リサイクルセンターを運営し、雪を除去する。2012年のゴミのリサイクル比率では71%となり、郡平均の52%を上回り、郡内48自治体の中では第4位タイとなった。この公共事業部は、1941年にウォルター・ウィリアム・ローのブライアクリフ・テーブルウォーター社を売却したときに始まり、州によって義務付けられた通り委員会を始めた。その1914年のコミッショナーはアーサー・ブラウンであり、村の役人から自動車を必要とするか尋ねられ、ブラウンは馬の方を好むが、村が自動車を買うのならば使うと答えた。実際には買わなかった。現在では自動車約30台を所有し、29人が活動している(p87)。
公共事業部は、ロングヒル道路水処理施設と村のポンプ場を運転している。ロングヒル道路ポンプハウスは村の主要な上水源であり供給能力は1日350万ガロン (13,000 m3) を超える。村の1日に必要とする水量は145万ガロン (5,400 m3) であり、最大需要が350万ガロンである。ローズクリフ、ファームロード、元のキングス・カレッジ、エディス・メイ会議場の4か所に貯水タンクがあり、ロングヒル道路ポンプハウスとダルメニー道路ポンプ場の2か所がポンプ場である。

### 交通

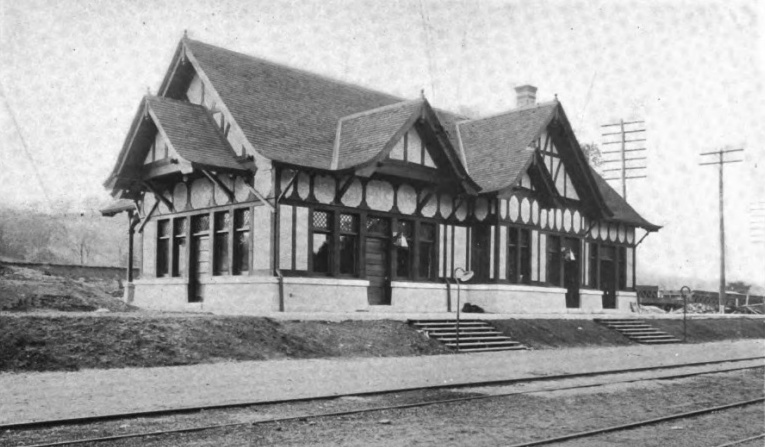
ローの鉄道駅南東面、現在は村の図書館の一部、写真は1906年撮影

村の交通体系には高規格道路、通り、鉄道線がある。人口密度が小さいので、自動車が好まれる。自動車専用道のタコニック・ステート・パークウェイが村を通っている。他にアメリカ国道9号線、ニューヨーク州道9号線代替路、同100号線が通っている。これらは全て南北方向路である。東西方向に動くのは少し難しい。ロングヒル、パイン、エルム、スカボロー各道路は狭く、曲がりくねり、丘陵を通る。国道9号線と州道9号線代替路が村内でも交通量の多い道路である。
全米橋のインベントリーに拠れば、ブライアクリフマナーには15の橋があり、1日の交通量は204,000台である。村内に64本の道路があり、総延長は46.1マイル (74.2 km) である。12本の道路が木の名前が付けられ、11本は地元住民、8本は退役軍人の名が付けられている。多くは「レーン」か「アベニュー」に分類され、唯一の「通り」はスタフォード通りである。村で最古で今もある道路はウォシュバーン道路であり、その傍には村で最古の現存家屋であるセンチュリー・ホームステッドが立っている。最長の道路は3マイル (5 km) あるプレザントビル道路であり、最短は175フィート (53 m) のパイン・コートである(p9)。ブライアクリフ・ロッジが活動していた頃、村内の道路は砕石舗装され、コンクリート製側溝があり、石のフェンスがあった。ブライアクリフマナーの歴史の初期で、自動車を最初に所有したのはヘンリー・ロー（ウォルター・ウィリアム・ローの息子）であり、エンジンのついた四輪車だった。
メトロノース鉄道ハドソン線のスカボロー駅から直接ニューヨーク市のグランド・セントラル駅に行くことができ、主要な公共輸送機関となっている。朝のラッシュアワーには約750人の通勤者が南行きを利用しており、大半は駅まで車で来ている。ウェストチェスター郡のビーライン・バス体系が、国道9号線や州道9号線代替路を使って、ホワイトプレーンズ、タリータウン、ポートチェスターまで運行している。
村内の鉄道運行は1880年に、ニューヨークシティ・アンド・ノーザン鉄道（後のニューヨーク・アンド・パットナム鉄道）の小さなウィットソンの駅で始まった。この駅は1906年にウォルター・ウィリアム・ローがそのブライアクリフ・ロッジのスタイルを模して建て直した。ミッション・スタイルの家具や絨毯が使われた。古い駅はその頃にミルウッドに移転され、そこの駅になった(p39)。その後利用されなくなり、2012年5月9日に解体された。その模型を建設する計画がある。ローのブライアクリフ駅は1959年に公共図書館になった(p76)。

## 著名な出身者

### 歴史上の人物

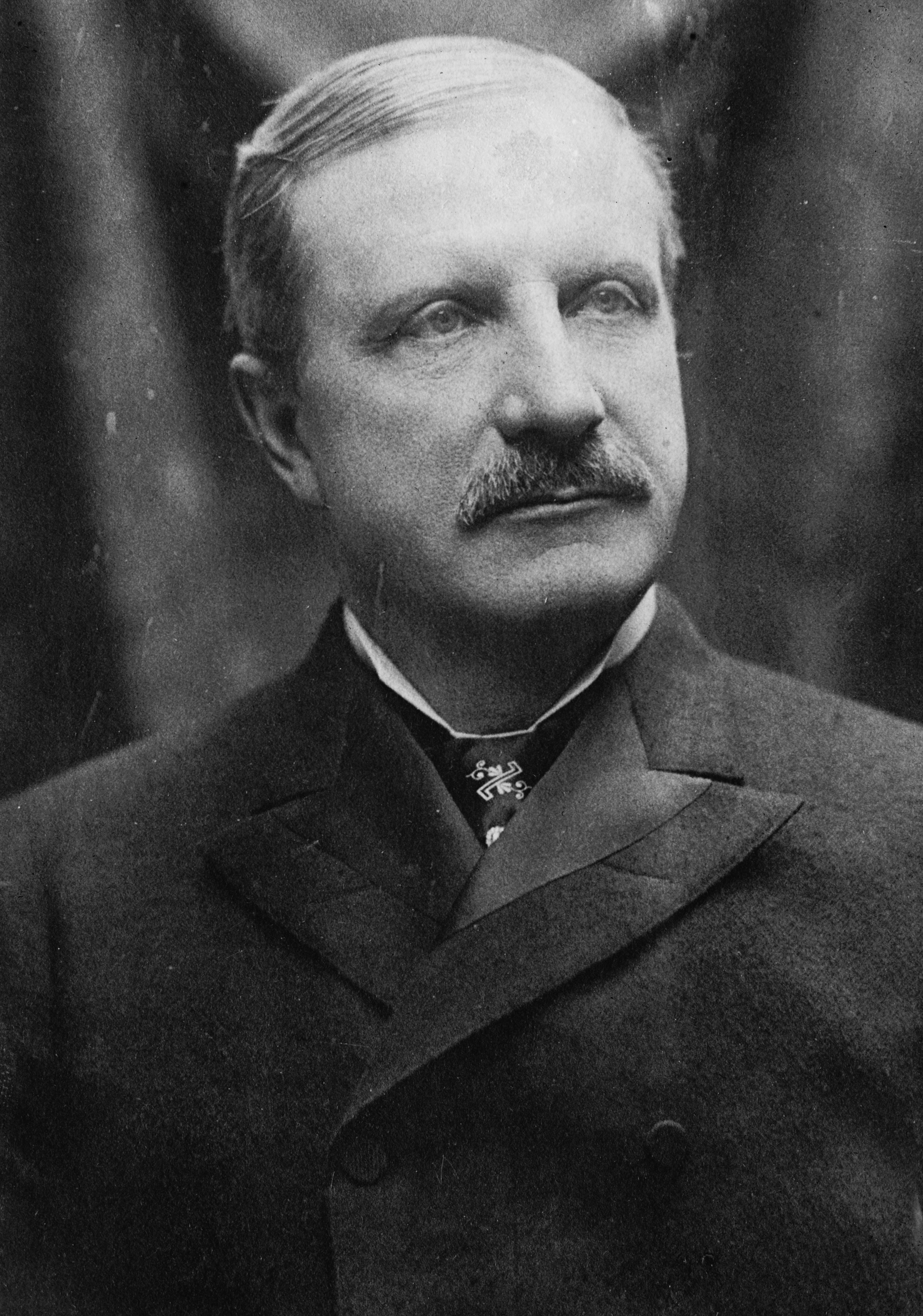
ウィリアム・ロックフェラー

ブライアクリフマナーは、ロックフェラー家、アスター家、メイシー家など、昔から裕福な大土地所有者の家族が住むことで知られている。ロックフェラー家の多くがポカンティコヒルズとその周辺に住んでおり、ウィリアム・ロックフェラー（ジョン・ロックフェラーの弟）がスカボローにあるその家エッジヒルに住むことがあった(p83)。アメリカ海軍の代将マシュー・ペリーはスカボローに長年住み、セントメアリーズ聖公会教会設立者の一人となり、1847年にはメキシコのタバスコで手に入れた鐘を教会に寄付した(p68)。アレクサンダー・スライデル・マッケンジー艦長もスカボローに住んだ(p69)。実業家のウィリアム・ヘンリー・アスピンウォールがスカボローに住み、南北戦争のときには南軍がイングランドで装甲艦を建造するのを妨げるためにイングランドに派遣された。アスピンウォールはパナマ運河にも関わり、パナマ第2の都市（現在のコロン）はアメリカからの移民によってアスピンウォールと名付けられた。スカボローのアスピンウォール道路も彼の名にちなむ命名である。海軍少将ジョン・ロリマー・ウォーデンはスカボローのローズモントで生まれた。ウォーデンは南北戦争のハンプトン・ローズ海戦で、アメリカ連合国海軍の装甲艦CSSバージニアに対抗した北軍の装甲艦USSモニターを指揮したことで知られる(p28)。女性参政権運動のパイオニアであるキャリー・チャップマン・キャット（全米女性参政権協会会長、女性有権者同盟と国際女性同盟の設立者）は、1920年代にジュニパー・レッジに住んでいた。
リンデン・サークルの住人カール・コッター・コンウェイは33年間コンティネンタル・カン・カンパニーの社長だった(p98)。銀行家で実業家のジェイムズ・スペアはスカボローの荘園であるウォルトハイムに家族と共に住んだ。ウィリアム・J・バーンズは調査局の最後から2番目のディレクターであり、その後継者であるジョン・エドガー・フーヴァーがその機関を連邦捜査局に変えた。バーンズは民間調査業のウィリアム・J・バーンズ国際探偵局を設立し、その家族が1917年にスカボロー道路沿いの家屋シャドウブルックに移転した(p117)。弁護士で第9代アメリカ合衆国第三国務次官補となったウィリアム・ウッドワード・ボールドウィンは1897年から1926年まで村内の家屋ジ・エルムズを借りた。さらにボールドウィンは村の土地を買ってバンガローを建て、後にはブライアクリフ鉄道駅に近くプレザントビル道路沿いにコンクリート製の家を購入した。医者で病理学者のクリスチャン・アーチボルド・ハーターは妻と一緒にエッジヒル荘園に住んだ。ハーター自身は敷地にあった別の研究室で働いた。

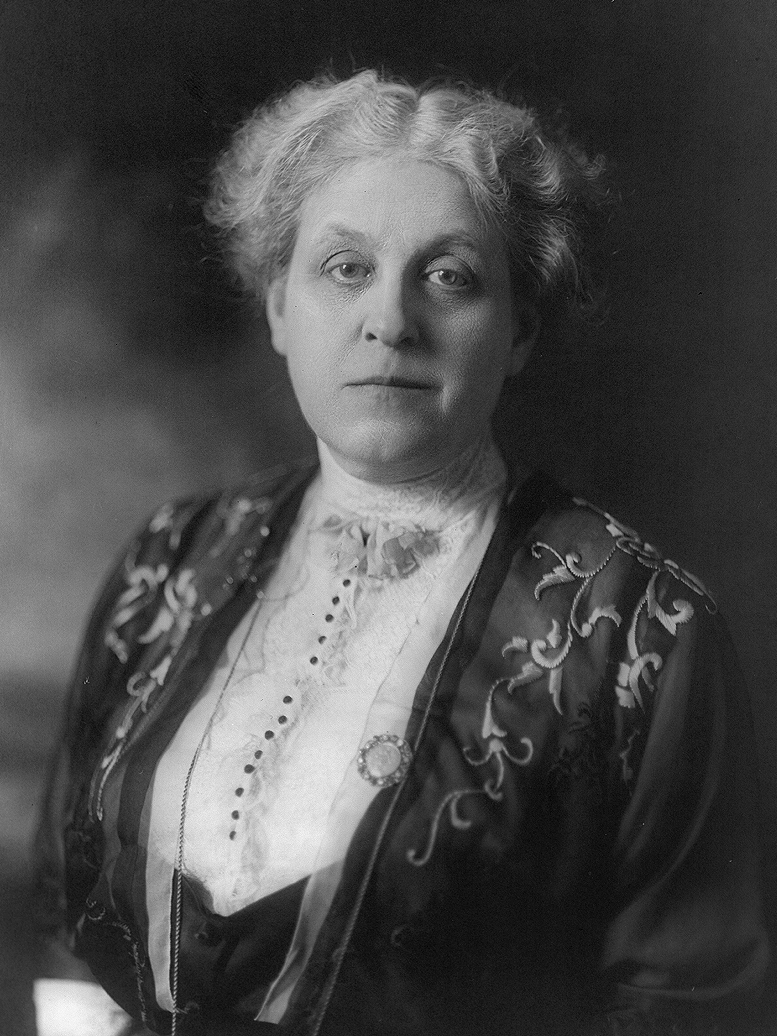
キャリー・チャップマン・キャット

造園家のマリアン・クルーガー・コフィンはスカボローで生まれた。慈善事業家、社交界の花でありアスターの一員だったブルック・アスターは、その生涯の大半をブライアクリフマナーで過ごした。児童文学者のC・B・コルビーは村政委員であり、村の消防コミッショナーを務め、ブライアクリフマナー・スカボロー歴史協会による1977年歴史書を調査した。1977年の死の時までパイン道路沿いに住んだ(pp192, 195, 219)。フランクリン・ルーズベルト大統領の娘アンナ・ルーズベルト・ハルステッドは夫のカーティス・ビーン・ドールと共にスリーピーホロー道路沿いで住んだ。ニューヨーク近代美術館の館長を2度務めたブランシェット・フェリー・ロックフェラーはその死の時まで村に住んだ。原子核物理学者でマンハッタン計画開発に関わったユージン・T・ブースは村に住んだ。小説家のジョン・チーバーはスカボローに住み、その著作活動の大半をウェストチェスター郡のブライアクリフマナーやオシニングなどで過ごした。ブライアクリフマナー消防団にも務めた。画家で雑誌のイラストレーターであるコビン・ウィットモアは1945年から1965年まで村に住んだ。ピューリッツァー賞 フィクション部門を受賞したジャーナリストのジョン・ハーシーはブライアクリフマナーの公立学校に通い生活した。村では初のイーグルスカウトであり、村のプールで監視員を務めた。その母グレース・ベアード・ハーシーは村の司書だった(pp137, 217)。フォーク歌手で作詞家のトム・グレーザーはロングヒル道路沿いでほぼ30年間暮らした(p223)。Data Encryption Standard（データ暗号化標準）の開発を支援した数学者のブライアント・タッカーマンは、村の長期の住人だった。
雑誌「ザ・ニューヨーカー」に寄稿した作家のイーライ・ジャック・カーン・ジュニアは20年以上スカボローに住み、村の消防団員だった。その父であるイーライ・ジャック・カーン・シニアはニューヨーク市の高層建築物の設計者であり、ブライアクリフマナーでもスポーツ解説者のレッド・バーバーの家など2軒の家を設計した(pp136, 217–8)。CBSニューズの副社長でディレクターだったバートン・ベンジャミンは約30年間村に住んだ。出版社ハーコートの社長ウィリアム・ジャバノビッチは27年間村に住んだ(p220)。ハック物館建築家で建築家イオ・ミン・ペイの同僚だったレナード・ジャコブソンが村で暮らした。朝鮮戦争の時の海軍士官で名誉勲章を受章した最初のヘリコプター操縦士となったジョン・ケルビン・コールシュがスカボローで暮らし、スカボロー学校に通った。小説家、短編作家のリチャード・イェーツがスカボローのレボリューショナリー道路と国道9号線の角で少年時代を過ごし、その小説の1つの題を『レボリューショナリー道路』とした。2008年には映画化（『レボリューショナリー・ロード/燃え尽きるまで』）もされた。ドイツ系アメリカ人物理学者でナチス・ドイツから逃げてきたロルフ・ランダウアが村に住んだ。作家のソル・スタインは、ブライアクリフマナーを本拠とする印刷会社スタイン・アンド・デイ社の創設者かつ社長であり、村に住んだ(p221)。ジョン・チェルボカスは広告作家であり、オシニング町の教育委員会の監督官や委員を務め、長く村に住んだ。物理学者のプラビーン・ショーダリは薄膜と高温超電導体の発明者であり、村に住んだ。ローレンス・M・ウォーターハウスはTDウォーターハウス社の設立者、CEO、社長だった。同社は現在トロント・ドミニオン銀行とTDアメリトレイド社の一部である。ウォーターハウスは村の住人であり、ブライアクリフマナー・スカボロー歴史協会の後援者だった。心臓外科医ピーター・プレーガーはドクター・プレーガーズ・センシブル・フーズ社の設立者、CEO、社長であり、村の住人だった。
ウェブ家はビーチウッド荘園に住んでいた。この荘園に住んだ一族には、ニューヨーク・セントラル鉄道の役員であり、1890年代にこの資産を購入したヘンリー・ウォルター・ウェブ、その従弟で南北戦争のときに北軍の准将だったジョージ・ウェブ・モレル、ウェブの異腹兄弟で同じく北軍の少将で名誉勲章受章者のアレクサンダー・S・ウェブがいた。その他の一族にはヘンリーの父であるジェイムズ・ワトソン・ウェブ（外交官、新聞発行者、ニューヨーク州政治家）、ジェイムズの父でジョージ・ワシントンの副官だったサミュエル・ブラチリー・ウェブ将軍、ヘンリーの兄で実業家のウィリアム・スワード・ウェブ（アメリカ独立戦争の息子達設立者かつ会長）がいた。エリオット・フィッチ・シェパード大佐はウィリアム・スワード・ウェブの義兄弟であり、ニューヨーク州知事エドウィン・D・モーガンの副官を務め、妻のマーガレット・ルイザ・ヴァンダービルト・シェパードやその子供たちと共にスカボローのウッドリーに住んだ(pp29, 47)。

### 現代人
アリス・ローは家族と共に1950年代からブライアクリフマナーに住んでおり、児童文学者、詩人、劇作家である(p219)。作曲家、ピアニスト、地元歴史家のカーミノ・ラボサはクロスロードに住んでおり、ブライアクリフマナー・スカボロー歴史協会の理事である。ミニマル画家ブライス・マーデンは村で成長し、1965年にブライアクリフ高校を卒業した。美術史家のウォーレン・アデルソンは家族と共に、1929年頃にモット・シュミットが設計したスカボローのジョージア復古調邸宅ラビットヒルに住んだ。コメディアンで歌手、俳優のロバート・クラインは1980年代から村に住んでいる。サイモン・シャマはイギリスの歴史家でコロンビア大学の教授、著作家、BBCテレビの『イギリスの歴史」のホストである。2014年時点でブライアクリフマナーに住んでいる。ラジオ番組の『ジョン・バチェラー・ショー』のホストであるジョン・バチェラーは、家族と共に村に住んでいる。ブライアクリフ会衆派教会の活動的教会員であり、その妻ボニー・アン・ロスボロ博士は教会の説教師である。ロス・アブラムスはWABC-TVとWCBS-TVの活動で知られる全国ニュースのアンカーである。ディレクター、著作家、プロデューサーのジョセフ・ルーベンは村に住んでおり、音楽家のクリフォード・カーターはブライアクリフ高校を卒業した。ウィリアム・N・バラバニスとユージ・ヨシムラは共にブライアクリフで住み、1972年から1995年まで盆栽に関するヨシムラ学校を運営し教えた。トマス・フィッツジェラルドはウォルト・ディズニー・イマジニアリングの上級創出役員である。トム・オルテンバーグはオープンロード映画のCEOかつライオンズゲート映画の元社長であり、村で生まれ育った。園芸家、ロバート・ヒューズ（美術評論家）の未亡人のドリス・ダウンズは、村に農家を所有しており、長年住んでいる。カーリング選手のビル・ストープラは10年間以上村に住んでいる。マイナーリーグ野球選手ボビー・ブレビンスは村で育ち、2003年にブライアクリフ高校を卒業した。オリンピックの水泳選手パオラ・ダゲットは村で育った。調査報道ジャーナリストのスザンヌ・ラストは村で生まれ育った。

## 原註
1. ↑  ジョン・H・ウィットソンは村の初代郵便局長であり、その家屋は村の郵便局として3代目だった[1]
2. ↑  "Brier" は "briar"の異なる綴りであり、トゲのある植物が多く集まっている様を言う
3. ↑  「シング・シング」は隣接するオシニング村の1901年までの名前だった[4](p18)
4. ↑  ダイサート・ハウスはアーサー・ウェア（建築家で、フランクリン・B・ウェアの兄弟）とその家族の家。1897年にウォルター・ローが、スコットランドのダイサート・ハウスに倣ってゲストハウスとして建て、現在も個人宅になっている[4](p73)
5. ↑  ウィーバー（1918年–2013年）は村に長く住み活動した住人であり、村の歴史協会の設立人の一人、かつ会長だった[124]